# Islam

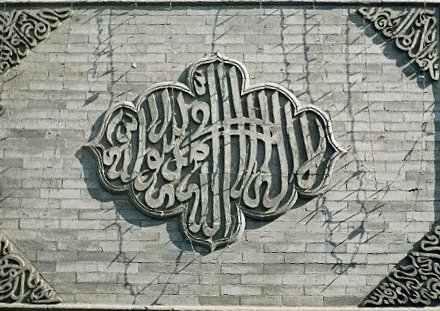
Den islamiska trosbekännelsen, shahadah: "'Det finns ingen gud utom Gud, och Muhammed är Guds sändebud." På arabiska لا إله إلا الله ومحمد رسول الله, Lā 'ilāha 'illā llāha wa Muhammadun rasūlu llāhi.

Islam (arabiska: ۘالِإسلَام, al-ʾIslām [ɪsˈlaːm] ( lyssna)) är en monoteistisk, abrahamitisk religion som räknar Muhammed (cirka 570–632) som den sista profeten och Koranen som sin uppenbarade heliga skrift.

## Översikt

Världskarta över antalet procent muslimer i olika länder enligt data från Pew Research Center.

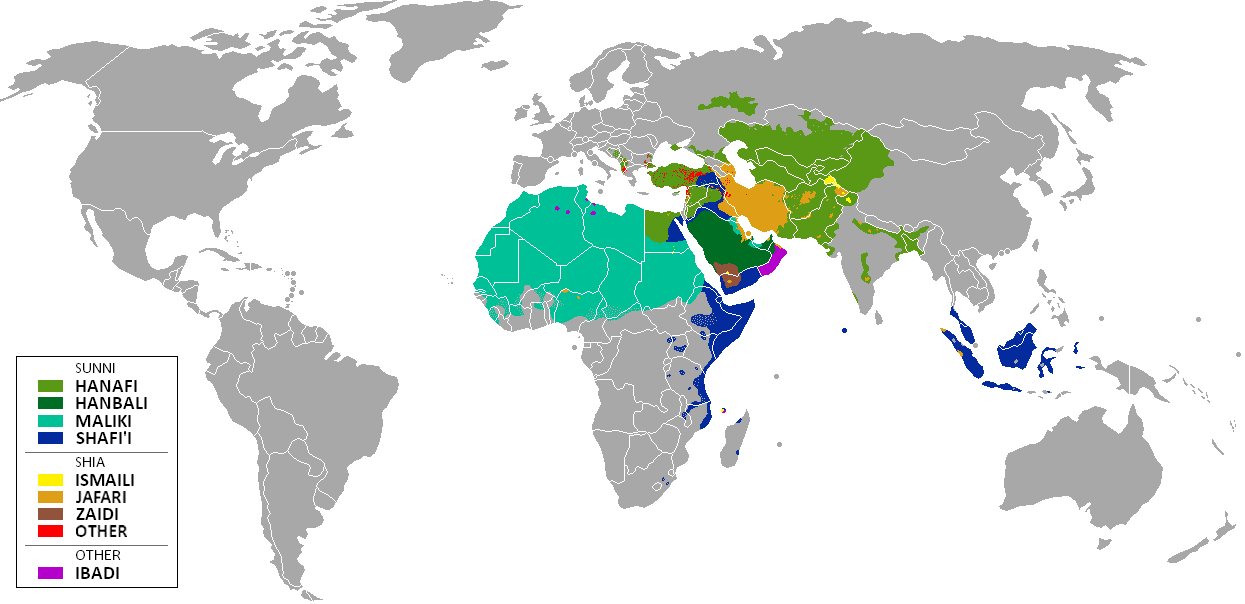
Karta som visar vilka islamiska lagskolor som följs i majoritetsmuslimska länder och regioner.

Den som bekänner sig till islam kallas muslim. Islam är världens näst största religion (efter kristendomen). Andelen beräknades 2010 vara 1,6 miljarder (cirka 23 procent) och fem år senare cirka 1,8 miljarder (då 24 procent av världens befolkning). 2020 beräknades antalet vara drygt 2 miljarder (25 procent av världens befolkning) samt 2,1 miljarder 2025. Viss forskning anger att den år 2060 kan vara över 30 procent. Det finns flera grenar av islam, varav de två största är sunni som utgör 87–90 % av alla muslimer och shia med ungefär 10-13%.
Muslimer tror att Gud (arabiska: الله, Allāh) uppenbarade Koranen för Muhammed, den siste profeten, och ser Koranen och sunna (som är en redogörelse för hur Muhammed levde och vad han yttrade) som de grundläggande källorna för islam. De betraktar inte Muhammed som grundare av en ny religion, utan som återskapare av Abrahams, Moses och Jesus ursprungliga monoteistiska trosåskådning.
Islam omfattar många religiösa sedvänjor. Anhängarna måste i allmänhet följa islams fem pelare, fem plikter som förenar muslimer i en gemenskap. Dessa är: trosbekännelsen (shahada), bönen (salah), allmosan (zakat), fastan under ramadan (sawm) och pilgrimsfärden (hajj). Vid sidan av detta har det utvecklats ett islamiskt rättssystem som bygger på källor från Koranen, Muhammeds levnadssätt och yttranden (sunna), qiyas (analogier) och idjma (konsensus). Rättssystemet som bygger på de här källorna kallas för sharia eller islamsk lag, och berör framför allt familjerätt (äktenskap, arv, m.m.), men även andra sociala aspekter av det muslimska livet. Sharia kan i vissa länder (t.ex. Saudiarabien) ligga till grund för straffrätten, men detta är kontroversiellt och i de flesta muslimska länder är det sekulära domstolar som dömer vid exempelvis mord.
Nästan alla muslimer tillhör en av de två större riktningarna inom islam, sunni eller shia. Uppdelningen utvecklades mellan år 600 och 700 utifrån meningsskiljaktigheter angående det religiösa och politiska ledarskapet för det muslimska samhället. Ungefär 87–90 procent av alla muslimer är sunni och 10–13 procent är shia. Islam är den dominerande religionen i Mellanöstern, såväl som i delar av Afrika och Asien. Större muslimska grupper finns även i Kina (20–30 miljoner), på Balkanhalvön (45 procent av Bosnien och Hercegovinas befolkning är muslimer) och i Ryssland (23 miljoner människor med muslimsk bakgrund). Det finns också ett relativt stort antal muslimska grupper i resterande delar av världen. I Västeuropa är antalet muslimer totalt fler än 20 miljoner.

## Etymologi och innebörd

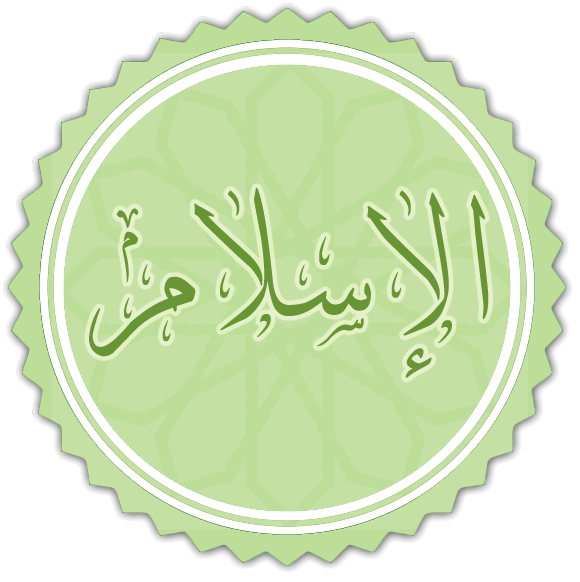
Ordet islam i arabisk kalligrafi.

Islam är ett arabiskt ord (الإسلام), al-'islām. Ordet islam i sin grundform betyder underkastelse och lydnad. Betydelsen lydnad används också i muslimsk terminologi.
Ordet islām i infinitivform förekommer åtta gånger i Koranen. I Koranen som sådan förekommer dock ingen "institutionalisering" av ordet och dess avledningar, det vill säga att dessa enbart skulle beteckna profeten Muhammeds efterföljare, utan de används i generell och bokstavlig bemärkelse. Termerna muslim och islām syftar i Koranen på det allmänna tillståndet hos var och en "som underkastar [eller 'har underkastat'] sig" respektive "underkastelse under Guds vilja". I sura 3:19 heter det till exempel "För Gud är [den sanna] religionen underkastelse under Hans vilja" (Innad-Dīna 'indallāhil-'Islām).

### Islam som naturligt tillstånd och som religion
Enligt Koranen kan inte en enda varelse, eller någonting annat som existerar, undgå att i en mening underkasta sig Guds vilja. Detta är islam i sin allra mest generella bemärkelse, det vill säga islam som ett naturligt, universellt tillstånd som utgör förutsättningen för existensen som sådan. Men det är bara de som erkänner och frivilligt bejakar detta (enligt Koranen) oundvikliga existentiella faktum, som räknas som muslimer i religiös bemärkelse. Muslim är med andra ord den som aktivt och medvetet har antagit islam som sin religion (ar. dīn, av medelpersiskans daēna, "skådande"), därför att han eller hon funnit dess budskap vara överensstämmande med sanningen och verkligheten, och därmed också med människans ursprungliga och innersta natur (ar. fitra). Denna islams så grundläggande ontologiska förståelse (syn på verkligheten) uttrycks bland annat i en retorisk fråga i Koranen, sura 3:83:
- "Önskar de en annan [religion] än den som Gud har gett dem? [Gud] som alla i himlarna och på jorden underkastar sig av fri vilja eller nödda och tvungna, och till vilken de skall återbördas."

Till detta är också knutet den antropologiska uppfattningen (människosynen) om varje enskild människas fria vilja och personliga ansvar för sina handlingar:
- "Tvång skall inte förekomma i trosfrågor." (2:256)
- "Handla som ni vill; Han ser vad ni gör!" (41:40)
- "Det är för människornas skull som Vi har uppenbarat Skriften för dig med sanningen. Och den som låter sig vägledas [vägleds] till nytta för sig själv, och den som går vilse, går inte vilse till skada för någon annan än sig själv. Du [Muhammed] har inte satts att vaka över dem." (39:41) (Det vill säga, enligt Muhammad Asads kommentar, "du är inte ansvarig för deras handlingar".)[23]

## Islams troslära
Islam betonar monoteism som sin kärna: tron på att Gud, den Allsmäktige (Allah på arabiska), är en och endast Han ska tillbes utan mellanhänder (se även tawassul).
Islams trosbekännelse (shahada) lyder: "Det finns ingen gud utom Gud, och Muhammed är Hans sändebud." Enligt Koranen är Gud fullständigt suverän, ständigt närvarande och ständigt närvarande och fullkomlig (varken enbart manlig eller kvinnlig. Men Gud framställs främst som "den Barmhärtige, den Nåderike" och kan endast förstås genom ödmjukhet och öppenhet.
Profeten Muhammed ses inte som grundare av en ny religion, utan Koranens budskap bekräftar tidigare profeters budskap och återvänder till den ursprungliga monoteismen som förkunnades av Adam, Ibrahim (Abraham) och Nuh (Noa). Människan har fått i uppdrag att vårda skapelsen till Guds ära, men glömmer ofta sitt syfte och vänder sig istället till att dyrka falska läror och förgängliga ting. Detta beskrivs bland annat i berättelsen om Guldkalven (Koranen 20:88 och Andra Mosebok 32). 
På grund av människans glömska och "förhärdade hjärtan" sänds profeter regelbundet för att påminna och varna (sura 16:36). Enligt islam är Muhammed det sista av dessa sändebud.

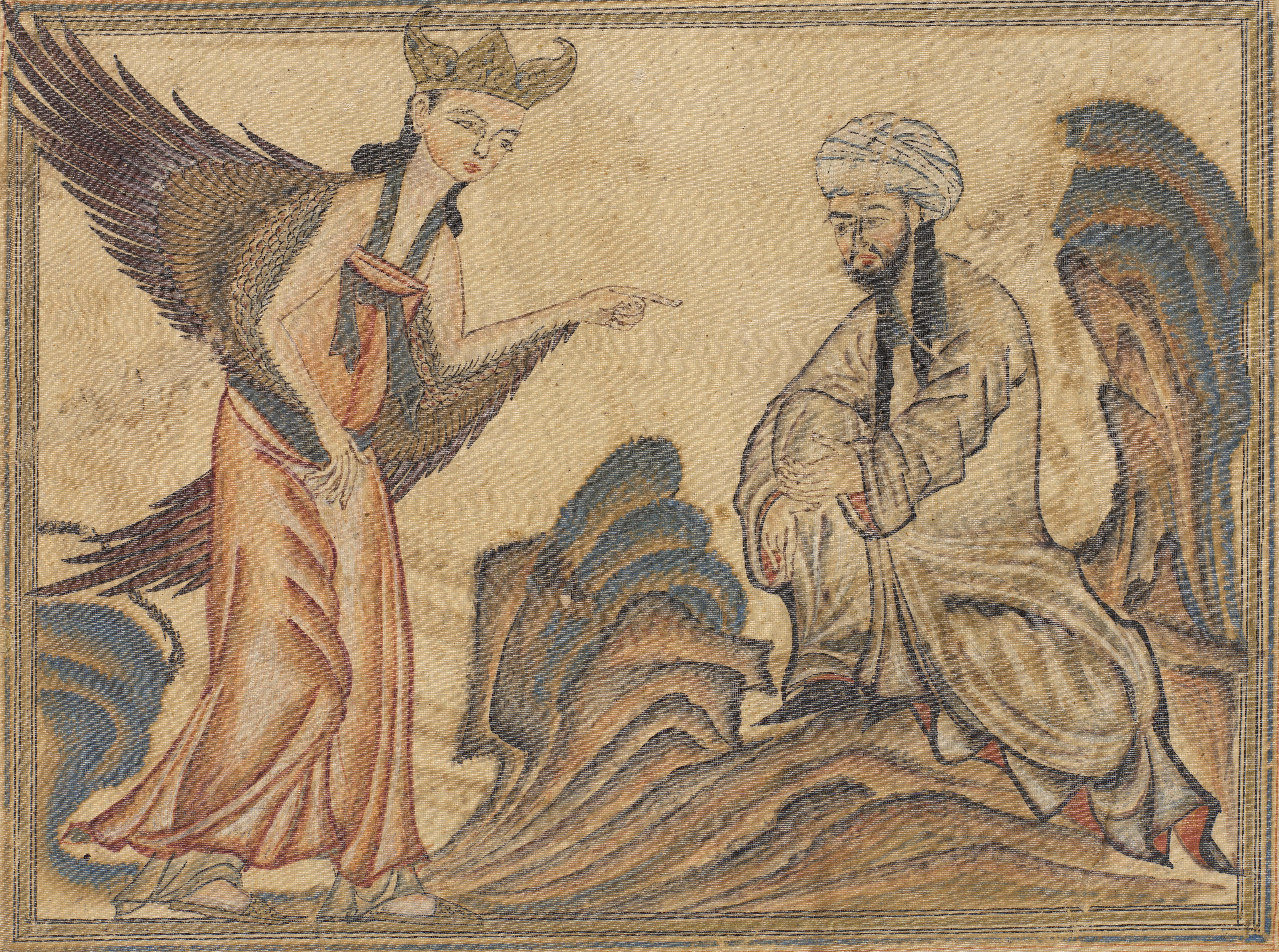
Ärkeängeln Gabriel uppenbarar sig för Muhammed.

I islam ses Koranen som Guds direkta uppenbarelse till profeten Muhammed, som mottog den genom ärkeängeln Gabriel (arabiska: جبريل; Jibrīl) under en period på 23 år, med start år 610.  Muhammed betraktas inte som gudomlig, utan endast som budbärare av Guds ord. Han hedras som den mest välsignade och renhjärtade bland människor (namnet Muhammed betyder "den prisade"). Alla profeter inom islam är lika viktiga och ska respekteras och älskas lika mycket.
Muslimer tror, likt kristna och judar, att en slutgiltig dom över människors handlingar kommer ske på den yttersta dagen, men att endast Gud vet när den dagen infaller. Då kommer alla människor, både levande och döda, att bedömas efter hur väl de följt Guds väg. Beroende på deras handlingar och avsikter kommer de antingen till himmel eller helvetet. Eftersom Gud är nådefull kan även den som begått fel men öppnat sitt hjärta för Guds sanning (ar: Ḥaqīqah) få frälsning. Den som tror på att det finns endast en Gud och att Muhammed är hans sista profet, och accepterar Koranen som Guds ord, kan nå paradiset. 
Koranen betonar tron på Gud, hans uppenbarelser, änglar, profeter och domedagen. Muslimer anser att Muhammed är den sista profeten och att Koranen samlar alla hans uppenbarelser. Inom islam är profeter sändebud utvalda av Gud. De är mänskliga och inte gudomliga, även om vissa utfört mirakel för att styrka sitt budskap. Islam ser profeterna som nära fullkomliga. Koranen nämner flera profeter, bland andra Adam, Noa, Abraham, Moses och Jesus.  Enligt islam har alla Guds sändebud sedan Abraham predikat samma grundläggande budskap: att underkasta sig Guds vilja. Islam framställs i Koranen som den ursprungliga natur enligt vilken Gud skapade mänskligheten.

### Gud

Allah i enkel arabisk kalligrafi.

Islams centrala teologiska koncept är tawhīd – tron på en enda Gud (monoteism). Den första av islams fem pelare, shahadah (trosbekännelsen) lyder: "Det finns ingen gud utom Gud och Muhammed är hans sändebud." Enligt traditionell islamisk teologi är Gud så stor att människan inte kan förstå honom fullt ut. 
Även om muslimer ser Jesus som en profet, avvisar de den kristna treenigheten och betraktar den som polyteism. I Koranens sura Al-Ikhlas (112) beskrivs Gud som "Gud den ende, Gud den Evige; han har varken fött eller blivit född, och ingen är hans like."

### Koranen

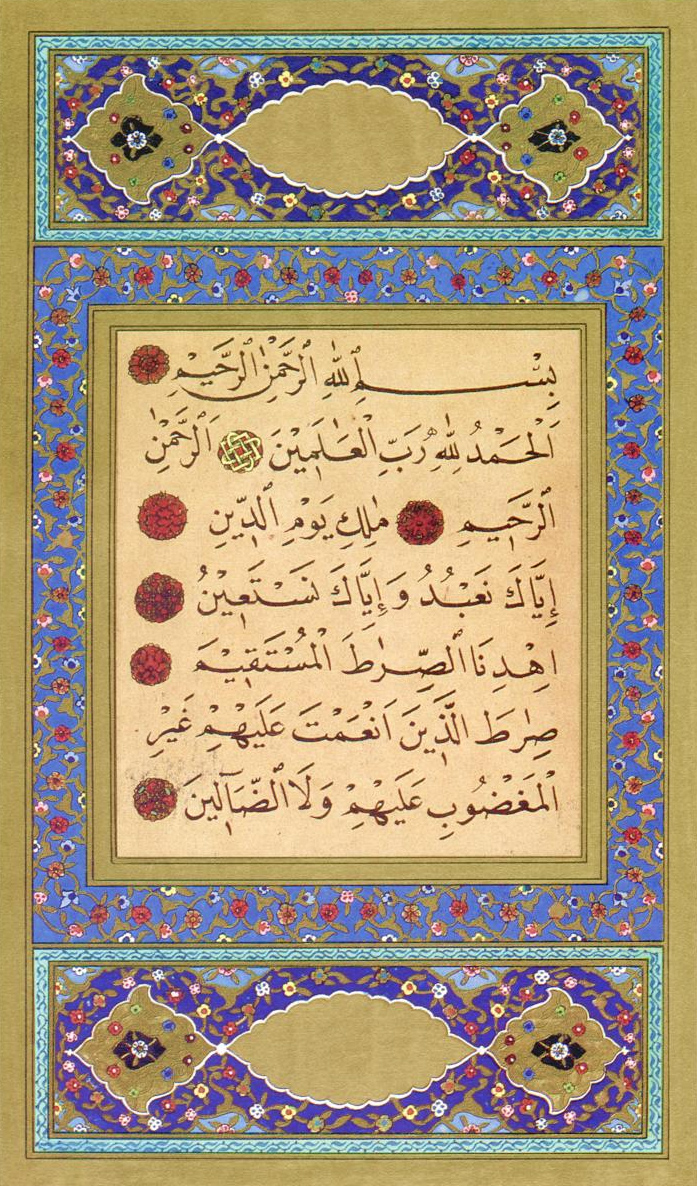
Den första suran i ett manuskript av Koranen av Hattat Aziz Efendi.

Muslimer tror att Koranen är Guds oförvanskade ord och därmed islams centrala heliga skrift. Muslimer tror att alla Koranens verser uppenbarades för Muhammed av Gud via ängeln Gabriel under många tillfällen mellan år 610 och fram till Muhammeds död år 632.
Koranen delas in i 114 suror, kapitel, 632 sidor. Sammanställda omfattar surorna 6 236 āyāt eller verser. Koranen berör moralisk rådgivning snarare än instruktioner om lagar och ses som "källskriften för islamiska principer och värderingar".
Ordet koran betyder "recitation". När muslimer talar om Koranen menar de vanligtvis skriften som den reciteras på arabiska snarare än den tryckta versionen eller någon annan översättning av den. För muslimer är Koranen fulländad endast såsom den uppenbarades på arabiska. Översättningar av Koranen betraktas därför av muslimer som endast översättningar, som inte kan jämföras med originalet.

### Änglar
Tron på änglar är viktig för den islamiska trosläran. Det arabiska ordet för änglar är malak och betyder "sändebud". Enligt Koranen har inte änglar fri vilja, och dyrkar Gud i idealisk lydnad. Änglarnas tjänster innefattar att överföra uppenbarelser från Gud, prisa Gud, dokumentera varje människas handlingar samt att hämta en människas själ vid hennes död.
Det må tolkas som att änglar är av manligt kön, då Koranen i vers [53:27] säger "De som betraktar änglarna som kvinnliga väsen tror [i själva verket] inte på livet efter detta". Men andemeningen i denna vers är att änglarna de facto är könlösa. Det återfinns för övrigt ingen vers i Koranen som pekar på att änglar skulle vara män.

### Profeten Muhammed

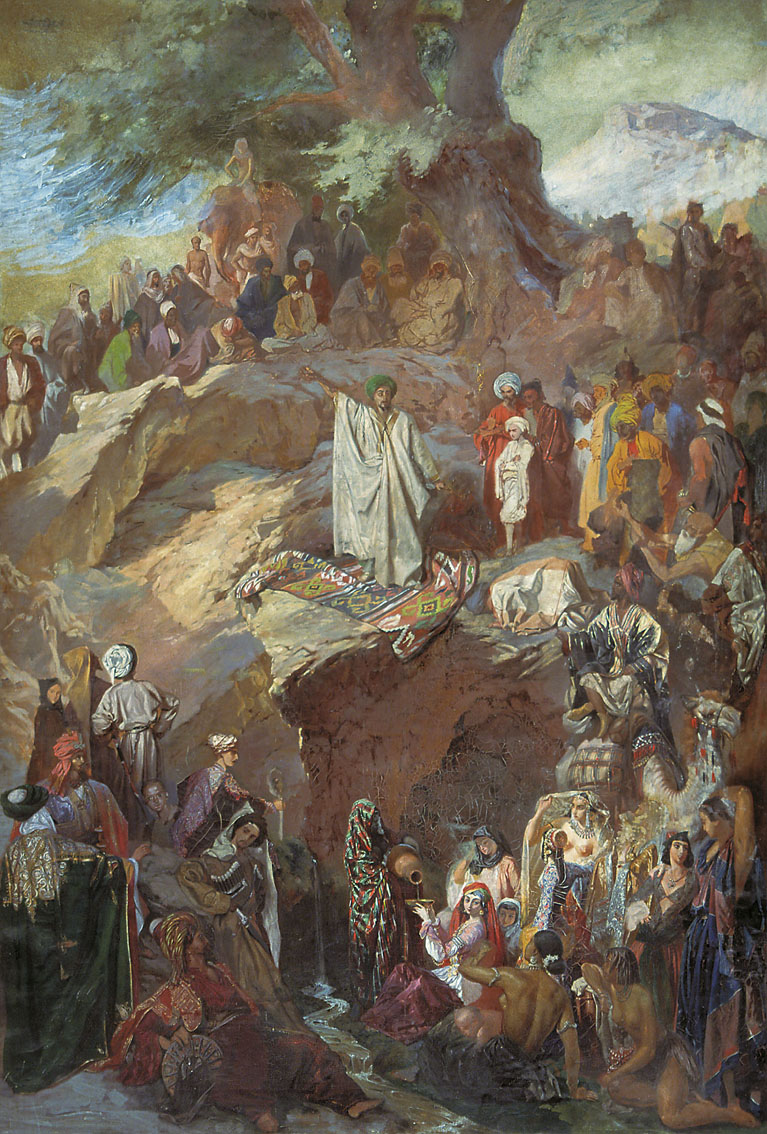
"Muhammed predikar" (1840- eller 50-talet) av Gregori Gagarin.

Muhammed var en arabisk religiös, politisk och militär ledare som grundade religionen islam som ett historiskt fenomen. Muhammed har enligt Koranen ställningen som Guds sista profet och Guds lag är med honom slutgiltigt uppenbarad. Muslimer betraktar inte Muhammed som grundaren av en ny religion, utan som en återskapare av Abrahams, Moses och Jesus ursprungliga och oförvanskade monoteistiska trosåskådning. Den islamiska synen på Muhammed är att han är en vanlig människa, men utvald av Gud. De tidigare profeterna Noa (Nuh), Abraham (Ibrahim), Mose (Musa) och Jesus (Isa) med flera anses enligt Koranen alla vara muslimer (det vill säga "de som överlåter sig till Gud", vilket ordet muslim betyder). Deras uppenbarelser anses ha blivit förvrängda eller förlorade över tid, vilket resulterat i förvrängning av den ursprungliga monoteismen som profeterna förkunnat och det var därför som Gud sände en ny profet, Muhammed, som skulle ta emot en uppenbarelse och predika monoteism. Detta skedde bland annat genom att han tog emot Koranen (som betyder recitation och anses vara Guds ord), vilken givits Muhammed av Gud genom ärkeängeln Gabriel (Jibril) när Muhammed var cirka 40 år. Dessa uppenbarelser kom i korta sekvenser under en period av 23 år. Innehållet i dessa uppenbarelser, kända som al-Qur'an ("recitationen"), memorerades och antecknades av hans följeslagare. Muhammeds familj och släkt anses vara de första som följde Guds ord.

### Återuppståndelse och dom
Tron på "Återuppståndelsens Dag", yawm al-Qiyāmah (även yawm ad-dīn, "Yttersta domen" och as-sā’a, "Den sista timman") är också avgörande för muslimer, eftersom den utgör svaret på den kanske viktigaste frågan för människorna, nämligen "vad händer efter döden?". Muslimer tror att tiden för Qiyāmah är förutbestämd av Gud men okänd för människan. Rättegångarna och utfrågningarna under Qiyāmah beskrivs i Koranen och i hadith.

### Ödet
I överensstämmelse med den islamiska tron på ödet eller gudomlig ödesmakt (al-qadā wa'l-qadar), har Gud full vetskap och kontroll över allt som sker.

### Sammanfattning av islams troslära

Flera muslimska länder använder muslimska symboler i sina flaggor. Ett exempel är Turkiets flagga.

- Monoteism. Gud är en och den enda som är värd dyrkan. Det arabiska begreppet för monoteism är tawhīd (en). Gud är allsmäktig, allvetande och evig.
- Det finns flera profeter och den slutgiltiga av dessa profeter är Muhammed som har sänts till människorna av Gud.
- Tron på änglar.
- Koranen är given oförvanskad från Gud till Muhammed. Andra skrifter sändes till tidigare profeter men människor har över tiden förvanskat dessa. Gamla och Nya testamentet (Injil) är skrifter som muslimer tror sändes av Gud till Musa (Moses), Daud (David) och Isa (Jesus). Dessa kom dock att ändras av människor, men delar av det ursprungliga budskapet finns kvar.
- Qadr, ödet, är också en trosprincip. Tron på qadr innebär att allting som sker, sker med Guds tillåtelse och vilja och att han i förväg känner till allting.
- Yawm al-Qiyamah. Det finns ett liv efter döden där man antingen hamnar i paradiset eller helvetet, beroende på ens handlingar i jordelivet.

## Religiösa plikter och övningar

### Islams fem pelare

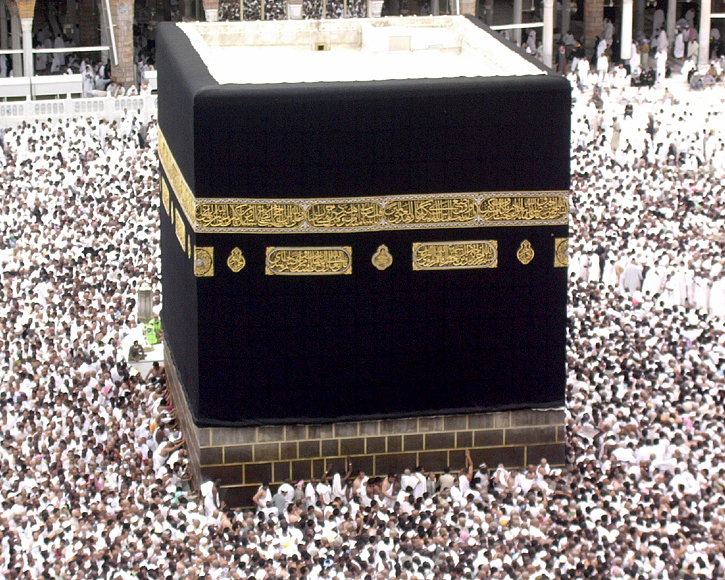
Bland ritualerna i vallfärden ingår att gå sju gånger runt Kaba i Mecka.

Islams fem pelare (arabiska: اركان الدين) är de religiösa plikter som åläggs varje vuxen muslim, både män och kvinnor. Reglerna för åtskillnad mellan män och kvinnor och reglerna för rituell renhet begränsar i praktiken kvinnornas deltagande mer än männen.
- Trosbekännelsen – shahada är grundsatsen inom islam:  "'ašhadu 'an-lā ilāha illā-llāhu wa 'ašhadu 'anna muħammadan rasūlu-llāh", eller "Jag bekänner att det finns ingen gud utom Gud, och Muhammed är Guds sändebud". Muslimer måste repetera shahadah i bön, och icke-muslimer som önskar konvertera till islam måste recitera trosbekännelsen.
- Bönen – salah är ritualbönen (tidebönen) inom islam, vilken skall förrättas fem gånger om dagen. Man vänder sig i bönen mot Mecka.
- Allmosan – zakat är en plikt som innebär att man ska dela med sig av det man har fått från Gud till de fattiga. Zakat ges av dem som har en viss summa pengar eller egendom till de behövande och fattiga och skall betalas en gång om året.[25]
- Fastan – sawm är att fasta under månaden ramadan.
- Pilgrimsfärden – hajj till Mecka är en plikt för varje frisk vuxen muslim som har medel därtill att en gång i livet vallfärda till Mecka och närliggande områden under den sista månaden i det islamiska månåret.

### Islamisk lag och rättslära

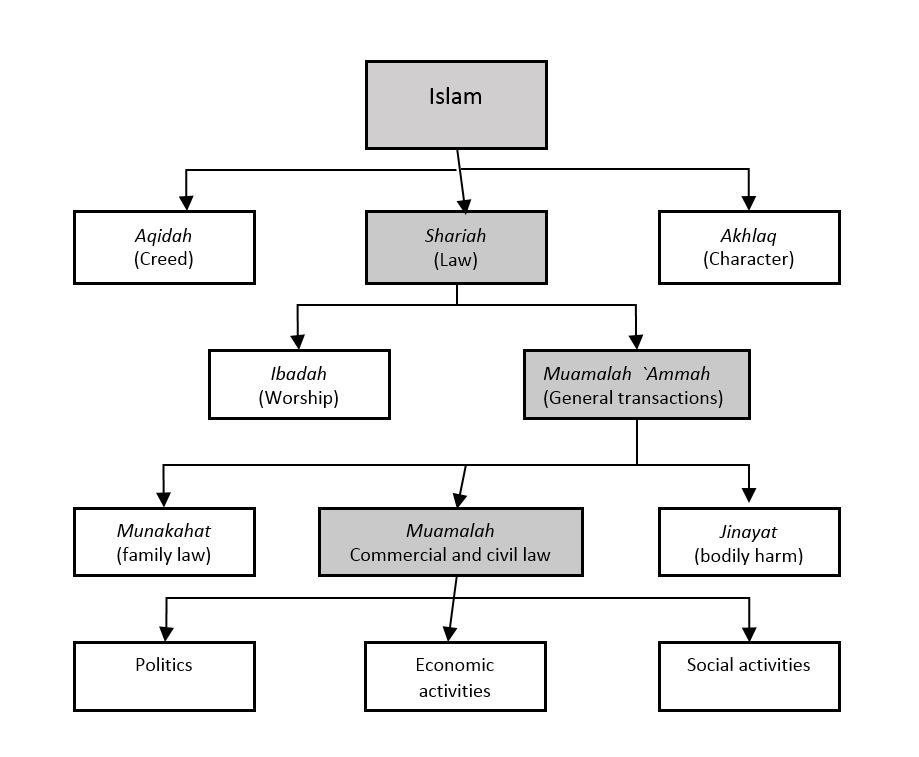
Karta över indelning av islams lagar på engelska.

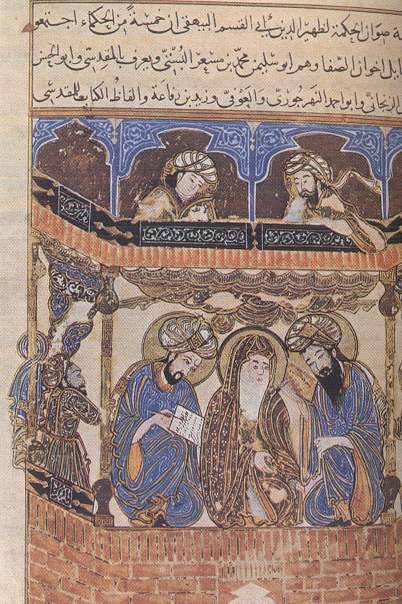
Islamisk målning av en muslimsk rättslärd och hans elever.

Islamisk lag kan förstås utifrån begreppen sharia och fiqh. Sharia är den gudomliga och oföränderliga lagen, medan fiqh är de metoder som muslimer använder för att tolka Guds vilja. På så vis kan sharia ses som fullkomlig, medan fiqh är ofullkomlig och föränderlig då den bygger på mänskligt arbete.
Sharia berör åtminstone i princip alla aspekter av det mänskliga livet, från detaljerade renhetsregler till föreskrifter om relationer mellan människor och hur samhället ska styras. Sharia är uppdelad i två delar: ibadat som berör privata frågor särskilt rörande gudstjänstlivet, samt muamalat som omfattar sociala frågor. Sharia har historiskt fått sin uttolkning i en rik rättstradition som kallas fiqh på arabiska.
Det finns fyra huvudsakliga källor till islams lagar: Koranen, sunna (Muhammeds föredöme), qiyas (analogier) och ijma (de rättslärdas konsensus). Dessa fyra källor kan i sig delas upp i tre nivåer. Koranen och sunna är den första och viktigaste nivån, eftersom det är i dessa Guds uppenbarelser till Muhammed återfinns. Dessa texter måste ofta tolkas, då de i sig inte innehåller så mycket lagmaterial. Allt lagmaterial i sharia kan på ett eller annat sätt härledas tillbaka till Koranen. Av Koranens 6200 verser anses ungefär 350 innehålla lagtext, varav nästan hälften handlar om religiösa ritualer. Sunna innehåller fler berättelser som berör människors liv och leverne, och Koranen påpekar ofta att människorna ska följa profetens exempel. Genom haditherna och sunna tolkas Koranens lagverser utifrån Muhammeds levnadsexempel.
Islamiska rättslärda delar in alla handlingar i fem typer: påbjudna (fard eller wajib), rekommenderade (mandub), neutrala (inte rekommenderade men inte otillåtna, mubah), otillåtna (makruh) samt absolut förbjudna (haram). De första fyra går under samlingsnamnet halal, tillåtna. Endast de som är fard eller wajib och de som är haram är intressanta ur rättslig synvinkel; de övriga nivåerna är endast till för att vägleda den enskilde i dennes relation med Gud. En handling kan placeras i olika nivåer beroende på vilken rättslärd som tillfrågas.
Endast 30 av Koranens verser handlar om brott och straff. Där presenteras fem brott där Koranen påvisar speciella straff. Dessa kallas hudud och är följande fem: stöld, rån, drickande av alkohol, otrohet och falskt vittnesmål om otrohet. Förutom dessa slår Koranen fast vissa saker om exempelvis äktenskap och arv, men resten lämnas åt samhället att avgöra. Eftersom Koranen innehåller få lagar, är haditherna (som utgör sunna) viktiga lagkällor. Haditherna presenterar levnadsexempel kopplade till Muhammed och personer som stod honom nära.
Sunna och Koranen sammanställdes under tiden efter Muhammeds död 632. Därför innehåller texterna exempel från det samhälle Muhammed levde i och inte alltid sådant dagens muslimer vill och behöver veta om hur man ska leva. Därför har det gjorts tolkningar av Koranen och sunna för att komma fram till fler lagar, bland annat genom analogier, qiyas.
Tolkningar genom analogier utgör sharias andra nivå. Genom dessa tolkningar kan nytt lagmaterial skapas, genom att nya händelser jämförs med dem som redan presenteras för att komma underfund med om detta är tillåtet eller inte. Drickande av alkohol är ett exempel. Det är haram (definitivt förbjudet) att dricka vin enligt Koranen (5:90). Hur är det med andra alkoholhaltiga drycker? Är de lika förbjudna? För att ta reda på detta tar man reda på varför det är otillåtet att dricka vin. Denna anledning (illa) ansågs av de rättslärda vara berusning. Om Gud har förbjudit berusning så har Gud även förbjudit andra ämnen som ger samma effekt. Detta gör att även andra drycker/ämnen som ger denna effekt är haram.
Ibland kan det råda oenigheter om dessa tolkningar. Då träder den tredje nivån in, de rättslärdas konsensus, ijma. Att tolka Koranen och sunna (ijtihad) är påbjudet för muslimer och därför är det tillåtet med olika tolkningar. När olika tolkningar står mot varandra är det den tolkning som det råder konsensus om som ska vara den gällande. Det som det råder konsensus om är det som Gud vill ska gälla. Detta har debatterats mycket efter Muhammeds död. Vem får vara med och besluta om konsensus? Hur många måste det vara? Det ansågs snart vara de rättslärda, ulama, som får vara med i diskussionerna om konsensus, och att konsensus måste råda i hela den muslimska gemenskapen (umma), förslagsvis genom representanter. Idag råder olika konsensus inom de olika rättsskolorna.
Sharia vänder sig till den enskilde troendes personliga samvete, etik och rättspatos och liknar på så sätt i mångt och mycket talmud, den judiska lagen. Befogenheten att tillämpa sharia har traditionellt sett inte vilat på statens ansvar, utan på det civila samhället, den muslimska trosgemenskapen.

#### Tillämpning av islamisk rättslag

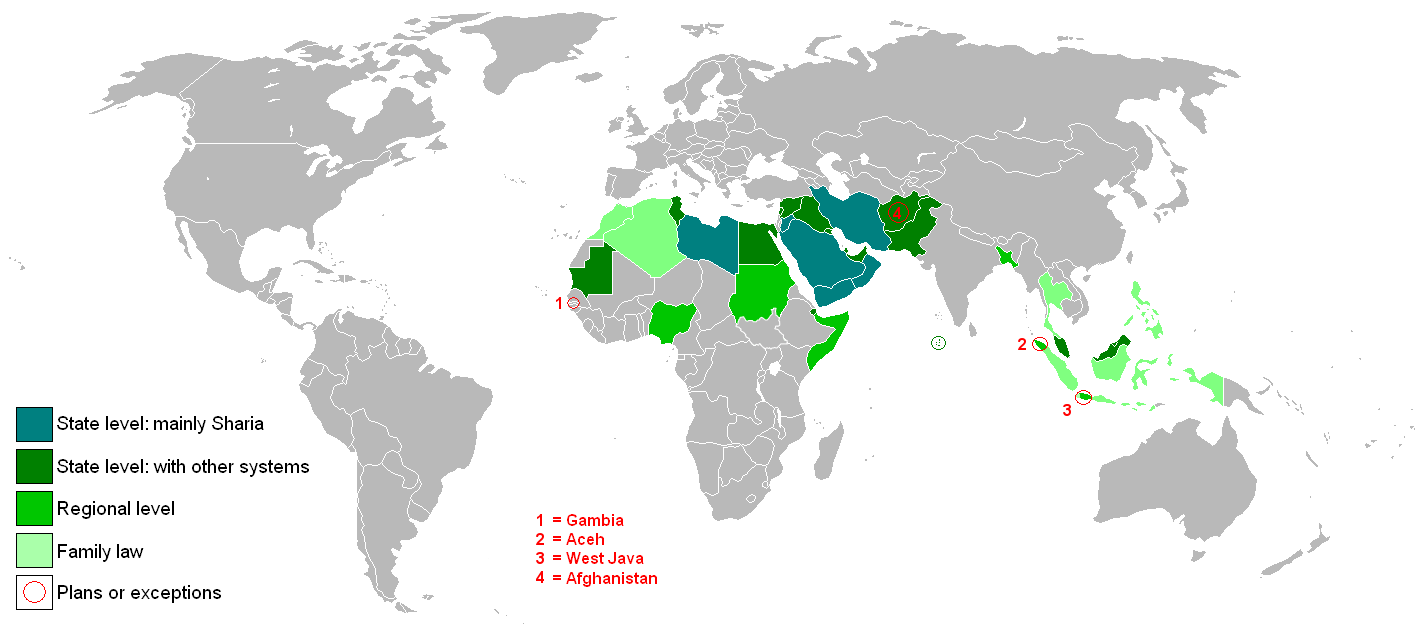
Världskarta med länder som styrs av sharia i olika omfattning.

De senaste hundra åren har den islamiska lagen i de flesta muslimska länder påverkats av västvärldens rättsmodell. Detta har medfört en viss modernisering av lagarna som dock inte varit helt enkel eftersom islam och västvärlden har olika utgångslägen i sitt grundläggande synsätt. I de europeiska länderna gäller lagarna till exempel efter territoriella gränser, en lag i Sverige och en annan i Danmark medan många muslimer skulle önska att samma lag gällde alla muslimer oavsett i vilket land de bodde. Samtidigt har islamisk lag en individualistisk syn på rättsväsendet. Samma rättsregler gäller inte för en kvinna som för en man, för en troende muslim som för en jude och så vidare. I väst är det självklart att alla ska behandlas lika inför lagen oavsett kön eller religiös tillhörighet. Dessa problem har bearbetats på olika sätt i olika länder men generellt sett har en stor del av rättsväsendet sekulariserats och kodifierats. Allra mest inflytande i processen har engelsk och fransk lagstiftning haft eftersom de var de stora kolonialmakterna under 1800-talet.
I de flesta länderna behandlas numera brottmål i domstolar under inget inflytande av sharia. På samma sätt har ägandemål och ekonomiska transaktioner förlagts till sekulariserade domstolar. Detta gäller majoriteten av världens länder. I kontakten med européer krävde dessa att behandlas enligt västerländsk lag framför sharia. De länder med mindre ekonomiskt utbyte med Europa har tillåtit sharia bibehålla ett större inflytande över dessa lagar. Det lagområde som mest styrs efter sharia idag är familjerätten. Det kan gälla äktenskapsfrågor, skilsmässor, arv eller barnomsorg. De sharialagar som tillämpas inom vissa rättsområden (till exempel familjerätt) kan se olika ut från land till land, beroende på vilken eller vilka rättsskolor sharialagarna är baserade på. Det finns alltså inte en shariarätt på familjerättsområdet, utan många olika.

#### Familjerätten i islamisk lag
Familjerätten är den del av traditionell islamisk lag som enbart gäller i länder med sharia lagar. I några områden har lagen kodifierats men baseras på regler som är uppställda av sharia. De olika rättsskolorna divergerar något inbördes men gemensamt för alla är att man har olika rättigheter respektive skyldigheter beroende på om man är man eller kvinna, gift eller ogift, son eller dotter. Ur ett jämlikt perspektiv kan man reagera på olikheterna mellan könen, samt kvinnor och mäns olika rättigheter och skyldigheter. Mannens och kvinnans roller uppfattas på ett mer stereotypt sätt, som att de kompletterar varandra.

#### Arvslagar
Dessa lagar kan vara avancerade och svåra att förstå sig på, speciellt de sunnitiska lagarna. Alla har rätt att ge 1/3 av sin egendom till vem som helst utom till dem som han/hon enligt lagen redan måste testamentera till. Resten av hans/hennes kvarlåtenskap delas sedan mellan släktingar. Det finns två olika slags släktingar som man testamenterar till: släktingar enligt Koranen, fara'id och alla andra, 'asaba. Släktingarna enligt Koranen får alla varsin, enligt Koranen, specificerad del av dödsboet medan de andra släktingarna får vad som blir över. Faderns sida av familjen ärver mer än moderns när det gäller den sistnämnda gruppen. Hur mycket var och en får beror mycket på hur många släktingar som är med och delar. Det kan ofta vara mer fördelaktigt att vara en del av den andra gruppen då dessa delarna inte är förutbestämda. Halvsyskon, far- och morföräldrar och barnbarn kan även de få ärva enligt Koranen vid vissa speciella tillfällen.
Koranen innehåller vägledning i fråga om uppdelningen av arvet mellan de rättmätiga arvtagarna och tre verser (4:11, 12 och 176) beskriver hur arv skall fördelas.

#### Äktenskap
Äktenskap räknas som förtjänstfullt, mandub, men inte en plikt, wajib.
Äktenskapet lagfästs av en qadi. Det är ett juridiskt kontrakt mellan två parter, och gäller från och med att parterna skrivit på kontraktet. Brudparet representeras av en wali, vanligtvis den närmste manliga släktingen, men oftast kan vuxna män själv vara wali. Det är endast inom den hanifitiska rättsskolan som en vuxen kvinna kan vara sin egen wali och gifta sig utan sina släktingars medgivande. I regel får en muslimsk kvinna endast gifta sig med en muslimsk man, medan en muslimsk man kan gifta sig med en kristen, judisk, zoroastrisk eller muslimsk kvinna . 
Äktenskapskontraktets innehåll är helt upp till de båda parterna, men det är vanligt att det krävs någon form av hemgift (mahr) till kvinnan. Det är inte ett brudpris, utan kvinnans egendom. Brudgåvan gav alltså kvinnan en viss ekonomisk frihet, samtidigt som den bevisade mannens förmåga att försörja henne och en familj. Mahr är ofta uppdelat i två delar, dels en hemgift som betalas ut direkt till kvinnan, dels en andel som betalas ut när kvinnan blir änka. Den andra utbetalningen av mahr kan också ses som ett skadestånd i de fall mannen begär skilsmässa (talaq). Brudpengens andra del kan betalas ut även om den inte är specificerad i äktenskapskontraktet.
Islam rättfärdigar månggifte. En man får enligt sura 4, vers 3 i Koranen gifta sig med upp till fyra hustrur. Han skall dock begränsa sig till en enda om han tror sig om att inte kunna behandla flera hustrur lika, vilket skulle kunna göra det lättare för honom att undvika partiskhet. 
Enligt sharia bör både brud och brudgum samtycka till bröllopet, men samtidigt förväntas det av bruden att hon ska acceptera sin fars val av brudgum. Detta skapar komplikationer speciellt om äktenskapskontrakt görs upp när det blivande brudparet fortfarande är barn. Ingen förväntar sig att ett barn ska kunna uttala sig om en framtida partner men kontraktet är ändå gällande från den dag det upprättas.
I sunnimuslimsk tradition är mut'ah den gåva mannen ger kvinnan om han vill skiljas. Mut'ah utbetalas särskilt om äktenskapet inte fullbordats (vilket sker genom samlag). I shiitisk rätt avser begreppet mut'ah (persiska sighe) ett tillfälligt, tidsbegränsat äktenskap. Det kan vara en timme eller under många år. Parterna skriver i vissa fall ett kontrakt, i andra fall räcker det med en muntlig överenskommelse. Kritiker betecknar mut'ah som legaliserad prostitution. Det finns dock en bred variation inom shiaislam om hur mut'ah (arabiska "nikah mut'ah) bör gå till. Man försöker skilja på den form som utövas lagligt i Iran och den form som de arabiska shiamuslimerna ofta framför.
Skilsmässa räknas som klandervärt, makruh. Äkta makar uppmanas till dialog om osämja uppstår. Skilsmässa är i första hand förbehållet mannen, som genom att tre gånger uttala ordet talaq (ungefär "Jag skiljer mig från dig") kan upplösa äktenskapet. De första gångerna är det möjligt att återgå in i äktenskapet igen, men tredje gången blir skilsmässan definitiv och går inte att återkalla, om inte kvinnan gifter sig med en annan man emellan. Shiamuslimer anser att skilsmässan endast äger rum en gång även om mannen säger att han skiljer sig tre gånger vid ett tillfälle.
I en del muslimska traditioner är det endast möjligt för kvinnan att kräva skilsmässa om mannen är impotent eller psykiskt sjuk. Enligt andra rättstraditioner kan kvinnan begära hos en qadi (domare) att äktenskapet upplöses (khul) mot att hon avsäger sig sina ekonomiska rättigheter. Antropologen Lawrence Rosen uppskattar att var tredje muslimsk skilsmässa är en form av khul. Liksom vid äktenskapets ingående är upplösning enligt khul en förhandlingsfråga, men ofta innebär det att kvinnan avsäger sig sin mahr.

#### Föräldraskap
Alla barn födda inom ett äktenskap betraktas som äkta och det anses vara mannens barn. De är därför en del av mannens släkt, inte kvinnans. Mannen kan även acceptera att ta på sig faderskapet för barn födda utanför äktenskapet. Han kan även avsäga sig faderskapet, li'an. En graviditet kan enligt lagen vara allt mellan sex månader upp till två år. Mannen har fullt ekonomiskt ansvar. Söner blir försörjda fram tills de börjar arbeta och döttrar tills de gifter sig. Kvinnor som skilt sig eller blivit änkor blir försörjda av sin närmaste manliga släkting igen.
Om man och hustru skiljer sig har mannen fortfarande ekonomiskt ansvar för barnen upp till en viss ålder (ofta sju år för pojkar och nio år för flickor) medan hustrun är skyldig att uppfostra barnen under samma tid. Efter denna ålder flyttar barnen normalt sett till sin far men kan efter överenskommelse mellan båda parter också fortsätta bo kvar hos sin mor fast nu utan ekonomisk hjälp från fadern.
Mannen är familjens förmyndare, och det är han som har ansvar för familjens underhåll. Muslimsk rätt skiljer på omvårdnad (hadana) och vårdnad (wilaya). och det är mannen som är barnens förmyndare (wali). Kvinnan har ansvar för barnens omvårdnad till det att barnen är sju respektive nio år (i iransk rätt när pojken är två och flickan sju år). Barnen följer faderns släkt och i samband med skilsmässa tillfaller i normalfallet vårdnaden mannen och hans familj, utom i den malikitiska rättsskolan.

#### Apostasi

Världskarta över länder med dödsstraff för apostater.

Att lämna islam som religion är enligt traditionell sharialag en brottslig gärning som har påföljden dödsstraff. Det råder inte konsensus inom islam om att apostasi alltid ska straffas med döden, men de fyra största rättsskolorna inom sunni och en inom shia håller med om detta. Straffet tillämpas även i modern tid och ett välkänt nutida exempel är då Irans dåvarande högste ledare ayatolla Khomeini i ett utlåtande (en fatwa) dödsdömde Salman Rushdie för apostasi, efter att Rushdie skrivit boken "Satansverserna" 1989.

### Etikett och kosthållning
Många av islams religiösa övningar hamnar under kategorin adab, islamisk etikett. Detta inkluderar att hälsa andra med As-salamu alaykum ("[Guds] frid vare med er"), säga "bismillah" ("i Guds namn") innan måltider, samt att använda enbart den högra handen för att äta eller dricka.
Begreppet halal förknippas bland annat med reglerna om tillåtna livsmedel. Muslimer har en reglerad livsföring och all mat skall vara halal (tillåten). Förbjuden (haram) mat är bland annat griskött, blod, kadaver och alkoholdrycker. Allt kött måste komma från ett växtätande djur, slaktat i Guds namn med undantag för om man jagat eller fiskat själv. I extrema undantagssituationer, som att man till exempel riskerar att dö av svält, så kan dock annars otillåtna livsmedel räknas som halal.

### Jihad, dar al-Islam och dar al-Harb

Flagga med den islamiska trosbekännelsen.
Flaggan är känd som "salafisternas svarta flagga".

Jihad (arabiska الجهاد (ǧihād), "strävan" eller "kamp"; ytterst från jahada (ǧhd), "att anstränga sig"; "guds högsta strävan") är en religiös plikt för muslimer. Inom islam innebär jihad framförallt självrannsakan och striden mot frestelsen och det förbjudna (haram). Den som utför jihad kallas mujahid (plur. mujahidin). Målet med Jihad är att utvidga territorier där islamisk lag råder på bekostnad av icke-islamiska länder.
Territoriet där islamiska regler är förhärskande betecknas dar al-Islam (översatt "Islamiskt område"). Landområden bortom dar al-Islam betecknas dar al-Harb (översatt: "krigsområde"). Inom modern islamisk debatt används konceptet alltjämt inom "Väst mot islam"-diskussioner. Extremradikala kretsar betraktar Jihad fortsatt som ett medel att utvidga islamiska områden.
Med stöd i uttalanden av Muhammed talar många muslimer i dag om två olika typer av jihad: jihad akbar ("stora jihad") som är människans  kamp mot sina inre onda böjelser och begär samt jihad asghar ("lilla jihad") som innebär väpnad kamp eller krig för att utvidga islams områden.

## Historia
Islams historia har skrivits av muslimer som hade som syfte att skriva en religiös historia som legitimerade islams trosprinciper och herravälde över andra kulturer. Det är först i modern tid som en historisk-kritisk forskning om islams utbredning och historia har uppkommit.

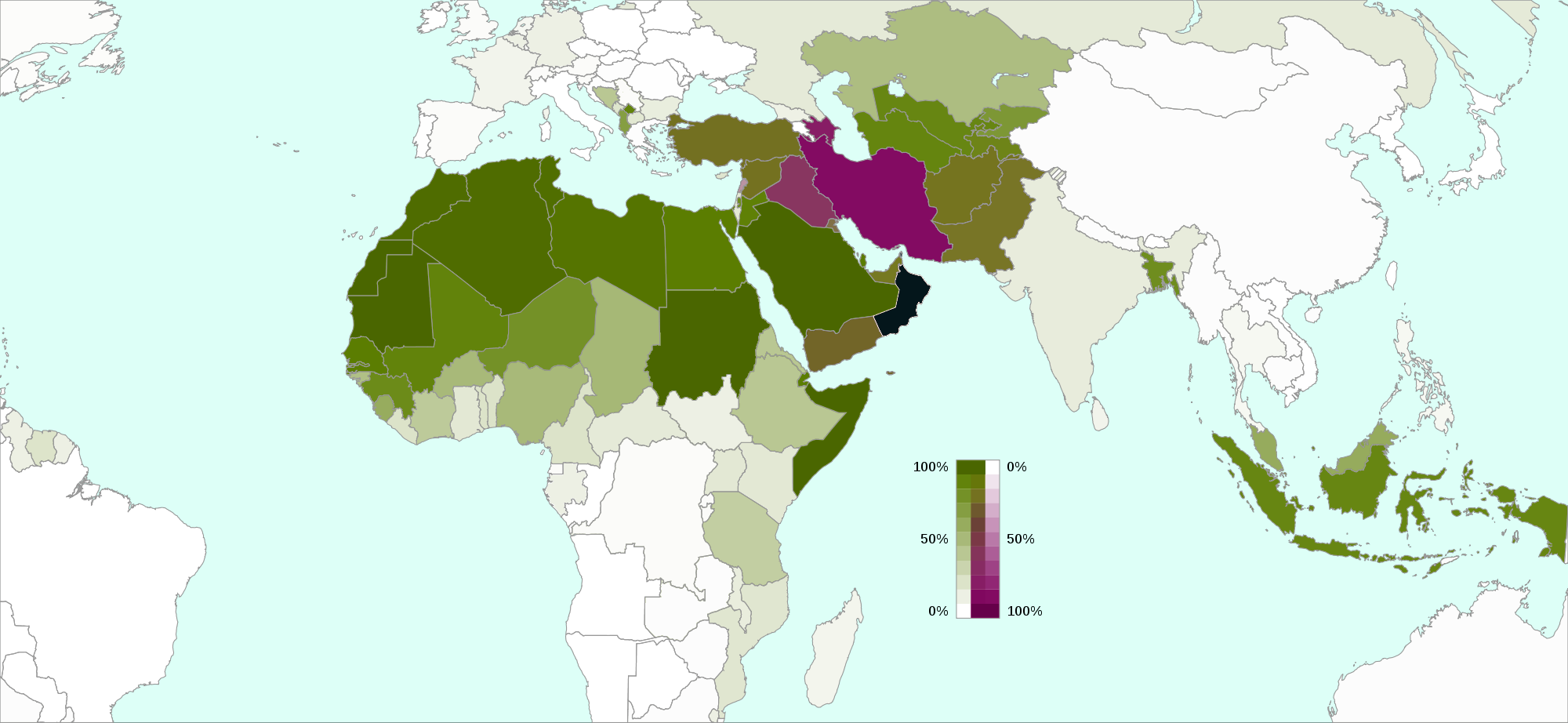
Länder med en islamisk befolkningsandel på mer än 10%
Sunni
Shia
Ibadi (Oman)

### Muhammeds tid
Enligt den islamiska läran blev Muhammed omkring år 610 förvissad i en uppenbarelse av ärkeängeln Gabriel om att bli profet. Muhammed förde först fram sitt budskap för sin egen stam, quraysh. Enligt Muhammed borde folket erkänna Gud som sin skapare, som ska dyrkas ensam och som man ska överlåta sig till. Polyteismen med dess religiösa pluralism kritiserades hårt. Han varnade för Yttersta dagen när människorna ska stå till svars inför Gud och antingen hamna i helvetet eller paradiset.
Muhammed mötte hårt motstånd i det polyteistiska Mecka, och år 622 flydde han med sina anhängare till Medina, som på den tiden kallades Yathrib. Denna händelse kallas hijra, "emigrationen", och är utgångspunkten för den islamiska tideräkningen.
De olika stammarna i Yathrib var i strid med varandra, och eftersom Muhammed inte tillhörde någon av stammarna fick han bli skiljedomare och ledare. Dessutom var han i konflikt med sin egen stam, quraysh, och kunde därför inte betraktas som agent för de styrande i Mecka.
Under striderna mot Mecka fick Muhammed inflytande över de omgivande arabstammarna. Judarna i Yathrib accepterade inte Muhammed som profet, och det ledde till att islam mer och mer kom att betraktas som en egen religion. Relationen med judarna förvärrades över tid och nådde sin kulmen då quraysh, tillsammans med andra arabiska stammar, planerade att utplåna muslimerna. Muslimerna ingick förbund med judarna att de gemensamt skulle försvara Medina, men många judar bröt avtalet och slöt sig till polyteisterna. De stridande judiska männen som vänt sig emot muslimerna fördrevs då eller avrättades. Till slut segrade muslimerna, och kunde inta Mecka nästan utan blodspillan och ta kontrollen över helgedomen Kaba som, med undantag för en ikon på insidan av Kaba föreställande Jesus och Jungfru Maria som Muhammed personligen skyddade och som sades ha målats av Abraham, rensades från avgudabilder från de tidigare kulterna. Yathrib döptes nu om till Madīnat an-Nabī, "Profetens stad" eller al-Madīna al-munawwara, "Det strålande Medina".
Före sin död kunde Muhammed uppleva att hans välde sträckte sig till Arabiens avlägsnaste trakter. Samtidigt hade slutfasen inträtt i striderna mellan den tidens två stormakter, det bysantinska kejsardömet och det sassanidiska persiska imperiet. De var krigströtta efter fyra seklers militära konflikter gav inget effektivt motstånd mot den arabiska utbredningen.

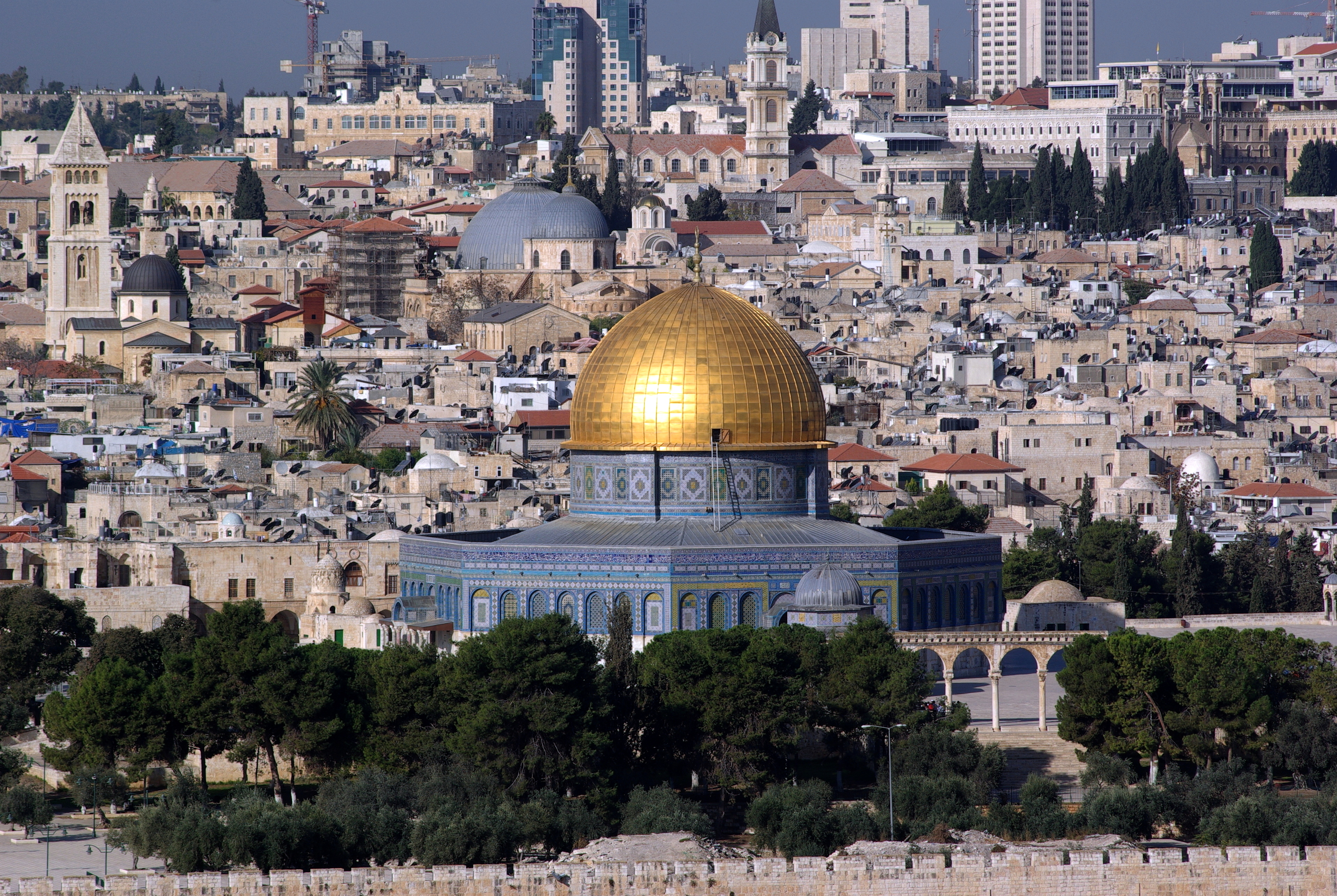
Utsikt över Klippdomen på Tempelberget i Jerusalem, en helig plats både inom islam och judendomen.

### Sunniter och shiiter
När Muhammed dog år 632 utan söner erkändes hans svärfar Abu Bakr som "Guds sändebuds ställföreträdare" och Muhammeds efterträdare även i politiskt avseende. Kalif var den titel som den andlige och världslige ledaren för sunnitisk islam fick.
Det fanns dock de som ansåg att profetens budskap kunde tolkas endast av särskilda förkunnare, imamerna, som inte skulle väljas av muslimerna. Istället borde ledarskapet gå i arv inom profetens familj, och Muhammed borde ha efterträtts omedelbart efter sin död av svärsonen Ali ibn Abi Talib som imam. Alis fraktion kallas shiat Ali eller enbart shia. Sunni-muslimerna ansåg att imamerna varken hade någon speciell kontakt med gud eller tillgång till hemlig kunskap. Man ansåg att alla muslimer är jämlika i tron till Gud och att man behöver vara en profet för att ha speciella kontakter eller uppenbarelser. Men Muhammed var den sista profeten utsänd av Gud från Abrahams ättlingar. Shiiterna anser också att den sista imamen (kalifen) försvann på ett mystiskt sätt för ca 1100 år sedan och att denne kommer att visa sig vid tidens slut som shias ledare. Detta kan jämföras med att man inom judendomen väntar på att en Messias ska komma likaväl som man inom kristendomen väntar på hans återuppståndelse.
Den splittring som uppstod mellan sunniter och shiiter då Abu Bakr valdes till islams förste kalif är fortfarande bestående. 

### Efter Muhammed

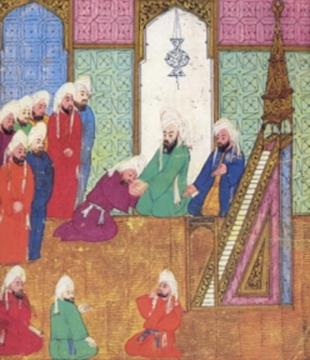
Abu Bakr blir kalif i saqifa.

Islams tidiga historia är en historia av inbördes konflikter och angreppskrig mot dåtidens stora civilisationer, Bysantiska riket och det sassanidiska Iran. Redan år 634 dog Abu Bakr, och ny kalif blev Umar ibn al-Khattab, en av Muhammeds tidiga följeslagare. Under hans tid som kalif (634–644) skedde den första stora utvidgningen av det nya väldet. Det är också Umar som anses ha skapat den nya statens grundläggande administration och organisation. Under Umar inleddes invasionen av Iran och Bysans som var kraftigt försvagade av krig och inbördes stridigheter. I persiska riket inleddes förföljelser av anhängare av den inhemska religionen zoroastrism, och eldtempel förstördes eller omvandlades till moskéer. Den sassanidiska huvudstaden Ktesifon hyste ett av antikens främsta bibliotek. Enligt historikern Muhammad ibn Jarir at-Tabari, skrev befälhavaren Sa'd ibn Abi Waqqas till kalifen Umar ibn al-Khattab och frågade vad han skulle göra med boksamlingarna i palatsen i den sassanidiska huvudstaden. Umar skrev tillbaka:
"Om böckerna motstrider Koranen är de blasfemiska, men om de överensstämmer så är det ingen fara." Biblioteket plundrades och alla böckerna brändes eller kastades i Eufrat. På så sätt gick en stor del av perserrikets bokskatter förlorade för eftervärlden.
Umar mördades år 644 av en perser vid namn Piruz Nahavandi och efterträddes av Uthman (644–656), en annan av Muhammeds tidigare efterföljare. I och med att Uthman tog över återgick makten till den gamla aristokratin i Mecka. Uthman var medlem i den umayyadiska familjen, en av de ledande i det gamla Mecka. Han anklagades för nepotism av bland annat Muhammeds kusin Ali, och när Uthman föll offer för ett attentat 656 utsågs Ali till ny kalif. Efter ett uppror flyttade Ali till Kufa i Irak. Uthmans släkting Muawiya I var guvernör i Damaskus. Som ledare för den umayyadiska familjen krävde han hämnd för mordet på Uthman. Det blev krig mellan Muawiya och Ali, med slaget vid Siffin år 657. Ali gick med på att lösa tvisten med skiljedom men det gick honom emot och en del av hans anhängare lämnade honom och vände sig emot honom (kharijiterna). Han återvände till Kufa där han mördades av en kharijit år 661.
Alis död innebar att Muawiyas maktställning stod fast. Den shiitiska gruppens imam, Alis son Hasan, accepterade att dra sig tillbaka, och levde resten av sitt liv i Medina. Nu blev Damaskus rikets huvudstad, och den umayyadiska familjen innehade kalifatet i närmare ett århundrade. Expansionen fortsatte och statens administration fick fasta former.
Anhängare av de religioner som uttryckligen tilläts i Koranen (kristendomen och judendomen) behöll sina religioner och hade ett visst självstyre. Dessa betalade en särskild skatt, jizya, till kalifen, vilket ledde till ett utbrett missnöje bland den icke-arabiska majoriteten i Mellanöstern. Den begränsade religionsfriheten omfattade inte anhängare av iranska religioner (zoroastrism, manikeism, mazdakism) som förföljdes. Arabiska blev officiellt språk i kalifatets administration och de erövrade folken påtvingades det nya språket. Många icke-araber lärde sig arabiska för att göra karriär inom kalifatet.

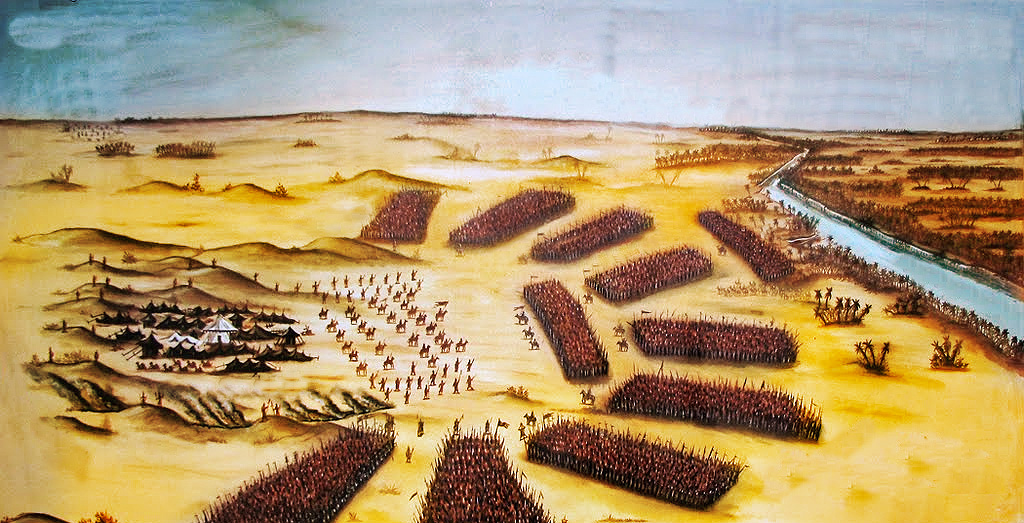
Slaget vid Karbala.

När Muawiyas dog år 680 tog hans son Yazīd över. Nästan samtidigt dog Hasan och hans efterträdare som shiitisk ledare blev hans yngre bror (och alltså Alis och Fatimas yngre son) Husayn. Husayn ville att shiiterna skulle få tillbaka makten så han begav sig till Irak, där han väntade sig få stöd i Kufa. Det visade sig att han hade fel. Han och hans anhängare omringades av provinsguvernörens soldater vid orten Karbalā (Karbala), och de flesta av dem dog ("de 72 martyrerna"). Detta ägde rum den tionde i månaden muharram (den första månaden i hidjra-året). Dagen kallas ashura och är en stor sorgehögtid inom shiitisk islam.
Husayns uppror slogs alltså ner. Muhammed hade genom Guds uppenbarelser påbjudit krig mot de otrogna för att utbreda islams styre och under umayyadisk tid fortsatte riket att utvidgas. Hela Nordafrika erövrades, och år 711 gick man över sundet till Iberiska halvön, men expansionen norrut stoppades 732 i slaget vid Tours. I öster gick man in i Centralasien och Indien. Kritikerna menade att riket hade blivit ett kungadöme (mulk), vilket var främmande för islam, och att icke-araber diskriminerades. Det blev väpnat uppror, främst från shiitisk sida. Makten hamnade nu hos abbasiderna, ättlingar till profetens farbror Abbas. Maktskiftet var klart år 750, och den umayyadiska familjen utplånades, förutom en av prinsarna som blev stamfader till umayyaderna i Spanien där ett nytt kalifat grundades.
I Spanien tappade kalifatet mark genom århundradena på grund av reconquistan, den kristna återerövringen norrifrån. Det sista muslimska fästet i Spanien föll år 1492 (samma år som Christofer Columbus ankom till Amerika).
Islamisk filosofi, framför allt Averroës (Ibn Rushd) texter kom att spela en stor roll för Europa ända in på 1600- och 1700-talet. På matematiska områden kan fortfarande inflytande från den muslimska världen ses tydligt då man använder arabiska siffror och decimalkommat och räknar med algebra. Den persiske läkaren Avicennas verk användes som läromedel i medicin i Europa fram till 1800-talet.

### Modern historia
Under 1900-talet kunde man se många nya islamiska religionsspridare och väckelsepredikanter som olika försök att formulera alternativa samhällslösningar på kolonialismen och den postkoloniala situationen. Grupper som det Muslimska Brödraskapet i Egypten och Jamaat-e Islami i Pakistan förespråkade ett fundamentalistiskt alternativ till sekulära politiska ideologier. Dessa så kallade islamister vänder sig ofta mot de traditionellt skriftlärda och kombinerar istället ett modernt västerländskt politiskt tankegods med en puritansk syn på religionen som ett sätt att försöka utmana västvärldens kulturella och ekonomiska dominans över den muslimska världen. De eftersträvar en exklusivistisk politisk-ideologisk tolkning av islam som en omfattande lösning på alla allmänna och privata frågor av betydelse. I länder som Iran och Afghanistan ersattes sekulära regimer med islamistiska ställningar medan transnationella extremistgrupper som Usama bin Ladins al-Qaeda engagerade sig inom terrorism. Islamismen har under 1900-talets sista decennier varit mycket framgångsrik i att i den offentliga diskursen likställa den fundamentalistiska synen på religionen, med "islam" som sådant.

## Huvudsakliga inriktningar

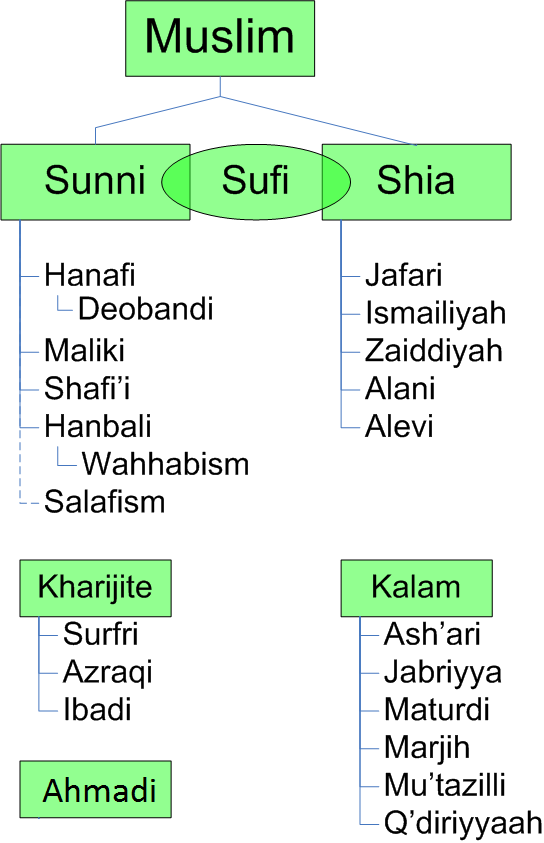
Inriktningar inom islam

Majoriteten av alla muslimer, cirka 85 %, är sunniter. Övriga 15 % utgörs huvudsakligen av den näst största inriktningen shiaislam. Såväl sunniter som shiiter kan även tillhöra sufismen, som är en samlingsbeteckning för den andliga eller esoteriska aspekten inom religionen.

### Skolor inom sunniislam[48]
Det finns fyra huvudsakliga lagskolor inom sunni:
- Hanafiislam (hanafism)
- Shafiislam (shafism)
- Malikiislam (malikism)
- Hanbaliislam (hanbalism)

Utöver dessa finns det några som också kan räknas till sunni, utan att vara någon huvudsaklig inriktning:
- Deobandislam (deobandism)
- Barelviislam (barelvism)

### Skolor inom shiaislam
- Imamitislam (imamism)
- Zayditislam (zayditism)[48]
- Jafariislam (jafarism)[49]
- Ismailiislam (ismailism)[48]
- Zahiriislam (zahirism)
- Aleviislam (alevism)
- Nusayriislam (alawism)

### Skolor inom haridjiislam
- Ezariqaislam (ezariqism)
- Najadatislam (najadatism)
- Jaridiislam (jardism)
- Ibadiislam (ibadism)[48]
- Maymuniislam (maymunism)

### Fristående skolor
- Mutaziliterna

Sunnimuslimerna avvisade mutaziliternas läror, men shiamuslimerna var mer välvilligt inställda till dessa. Det är dock svårt att tydligt placera dem i den ena eller andra traditionen.

### Omdebatterade skolor
Det finns ett antal religiösa rörelser, som har sina rötter (helt eller delvis) i islam, men vars ställning som skolbildningar inom islam är omdebatterad, antingen bland utomstående, bland utövare eller bådadera. För fullständighetens skull nämns de här:
- Liberal/progressiv islam, muslimsk modernism
- Drusisk religion
- Zikri
- Ahmadiyya[48]
- Nation of Islam

## Islam i världen

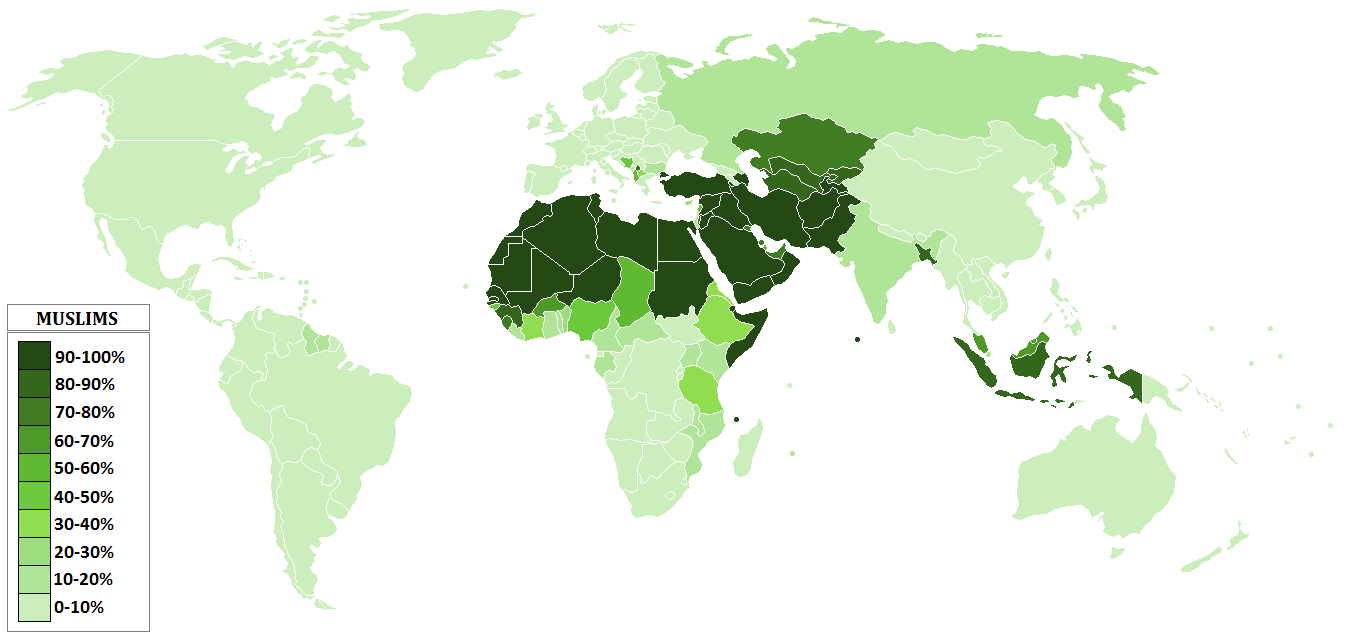
Islams utbredning.

### Demografi
Antalet muslimer i världen uppskattades 2024 till över 2 miljarder. Islam är världens näst största religion efter kristendomen, men förväntas bli världens största omkring år 2050. Omkring 90 procent av världens muslimer är sunni och cirka 10 procent är shia. I knappt 50 länder är majoriteten av befolkningen muslimer. 20 procent av alla muslimer bor i arabländerna. I Indonesien, Indien, Pakistan och Bangladesh är mer än 100 miljoner av invånarna muslimer.

### Familj och könsroller
Islam, liksom de flesta andra världsreligioner och österländska läror såsom daoismen, utgår från att det finns en tydlig skillnad mellan kvinnans och mannens uppgifter i samhället. I det traditionella muslimska samhället är ansvaret för skötseln av hemmet och barnen kvinnans uppgift, medan mannen är skyldig att ordna med ekonomisk försörjning. Dessa familjens inre respektive yttre angelägenheter anses komplettera varandra, och behöver med andra ord inte nödvändigtvis innebära en ojämlikhet om det är vad båda parter vill. I Koranen betonas starkt att islam är jämviktens och den balanserade medelvägens religion , samtidigt regleras mannens och kvinnans olika roller som skiljer sig åt vid skilsmässa, arv och rollen i hemmet.
Inom islam betraktas den mänskliga sexualiteten som en gudomlig gåva och som symbol för paradisets fullkomlighet, snarare än syndfull och detta bekräftas genom den äktenskapliga förbindelsen mellan man och kvinna (som under normala omständigheter kan sätta nytt liv till världen):
| ”                 | Men de troende, männen såväl som kvinnorna, är varandras sanna vänner och fasta stöd; de anbefaller det som är rätt och förbjuder det som är orätt /../. Gud har lovat de troende männen såväl som kvinnorna, ett paradis vattnat av bäckar, där de skall förbli till evig tid, och sköna boningar i denna Edens lustgårdar /../ | „ |
| – Koranen 9:71–72 | |   |

Se också bland annat: 4:19; 34; 123; 128; 130, samt 33:35 där likheten inför Gud inskärps:
"För de män och de kvinnor som har underkastat sig Guds vilja, de troende männen och de troende kvinnorna, de män och de kvinnor som visar sann fromhet, de män och de kvinnor som älskar sanningen, de män och de kvinnor som tåligt uthärdar motgång, de män och de kvinnor som visar ödmjukhet, de män och de kvinnor som ger åt de fattiga, de män och de kvinnor som fastar, de män och de kvinnor som lägger band på sin sinnlighet, de män och de kvinnor som alltid har Gud i tankarna – [för dem alla] har Gud i beredskap förlåtelse för deras synder och en rik belöning."

### Moskéer

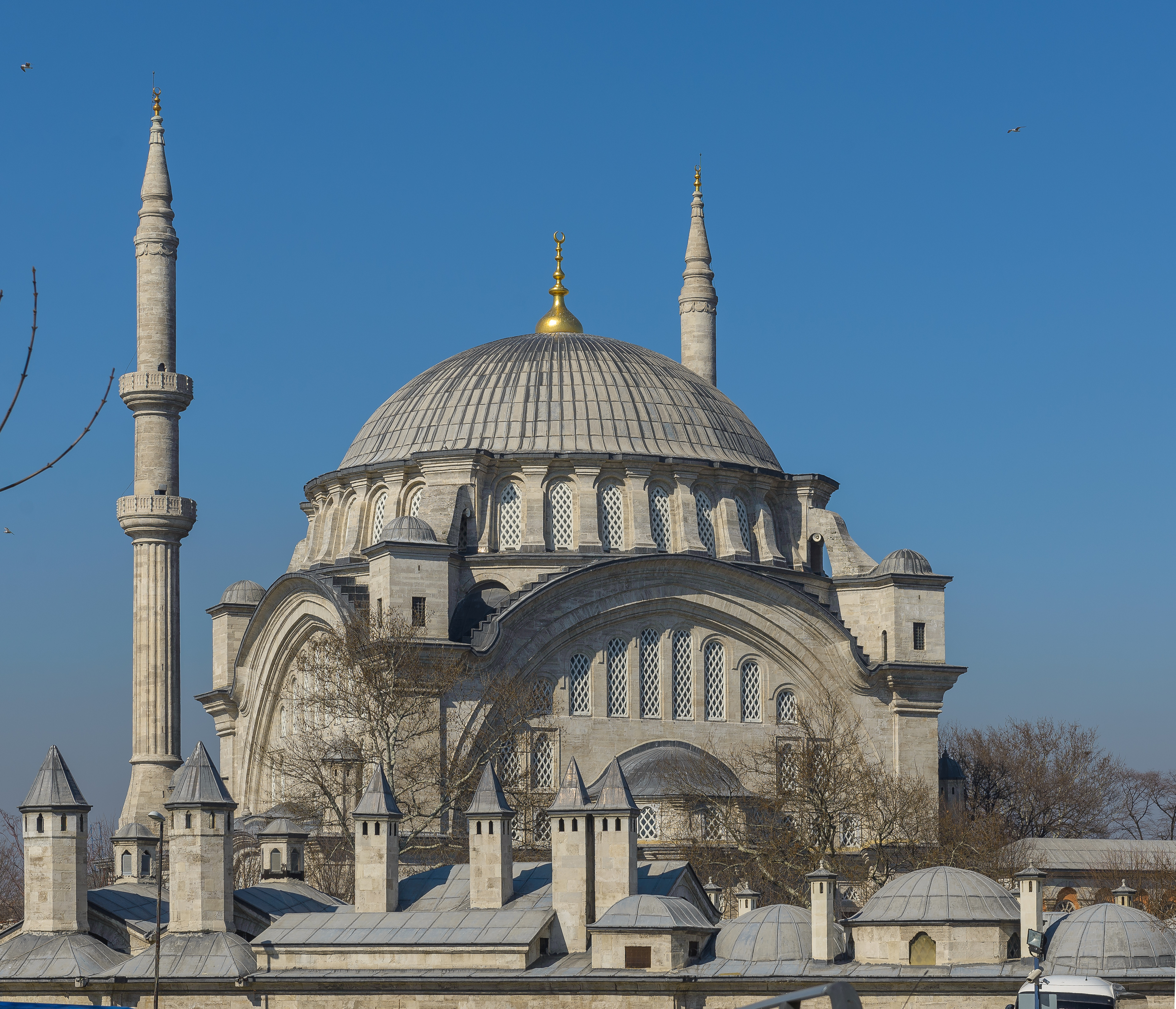
Nuruosmaniyekomplexet i Istanbul med moskén och bespisningen till vänster och en teologiska skola (madrassa) till höger i förgrunden.

En moské (arabiska: مسجد, masjid) är en muslimsk helgedom avsedd för bön, predikan och undervisning. Troende muslimer antas be i moské minst en gång i veckan, på fredagen. Bönen leds av en imam. I likhet med flera andra religioners helgedomar inrymmer moskékomplexet ofta mer än bara gudstjänstlokal. Exempelvis finns ofta bibliotek och bespisning, samt i större moskéer ibland även härbärge, sjukhus och teologisk skola (madrassa).

### Tideräkning
Den muslimska kalendern är en månkalender. Tideräkningen börjar med den dag (16 juli 622) då profeten Muhammed flydde från Mecka till Medina. Det arabiska ordet för flykt är hijra och den muslimska kalendern kallas därför även hijrakalendern. När ett datum anges efter hijrakalendern brukar man skriva ett H efter årtalet, men även AH (latin anno hegirae), det vill säga år efter hijra.

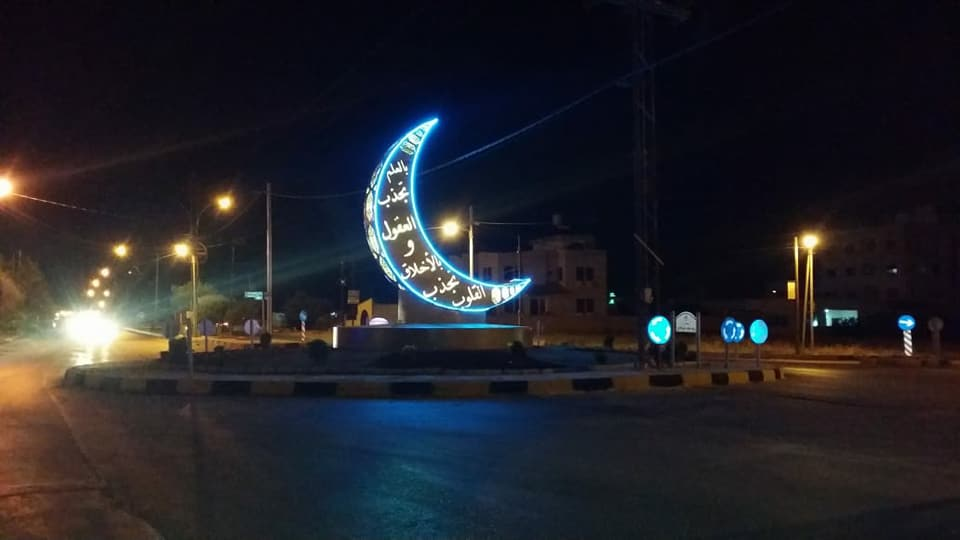
Halvmånar är färgfullt inredda och vackert upplysta under ramadan.

#### Högtider
- Aashura
- Arba'in
- Eid al-Fitr
- Eid al-Ghadeer
- Eid ul-Adha
- Laylat al Bara'at
- Laylat al-Qadr
- Miraj
- Ramadan

### Islam i Sverige
Islam är Sveriges och världens näst största religion efter kristendomen. I Sverige finns sju islamiska riksorganisationer som mottar stöd ifrån Myndigheten för stöd till trossamfund. Dessa hade år 2021 enligt myndigheten 225 000 registrerade deltagare. År 2017 uppskattades antal personer i Sverige som identifierar sig som muslimer till 810 000.

## Kultur och vetenskap

### Islamisk konst

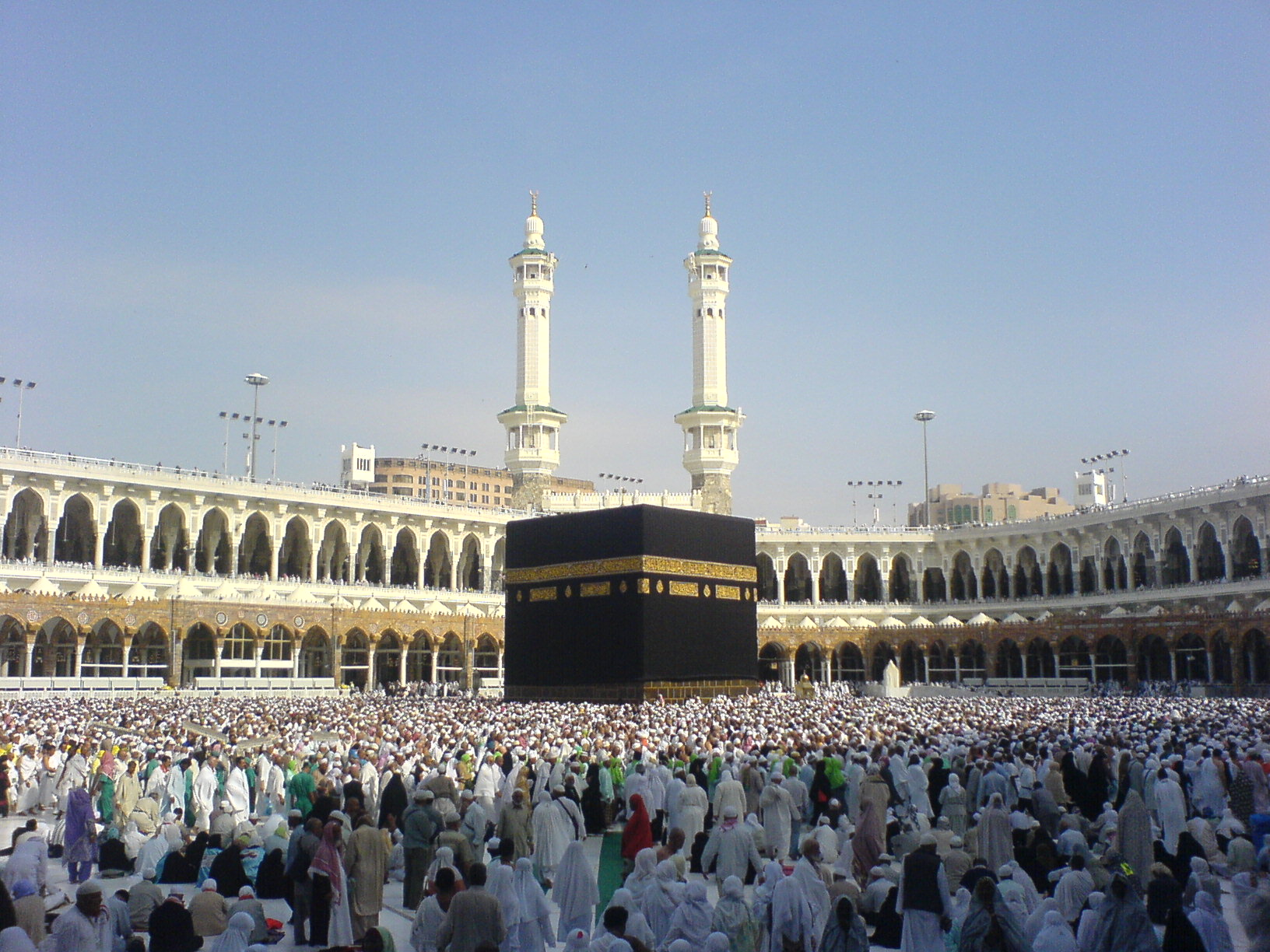
Muslimer vid Kaba, Mecka, Saudiarabien.

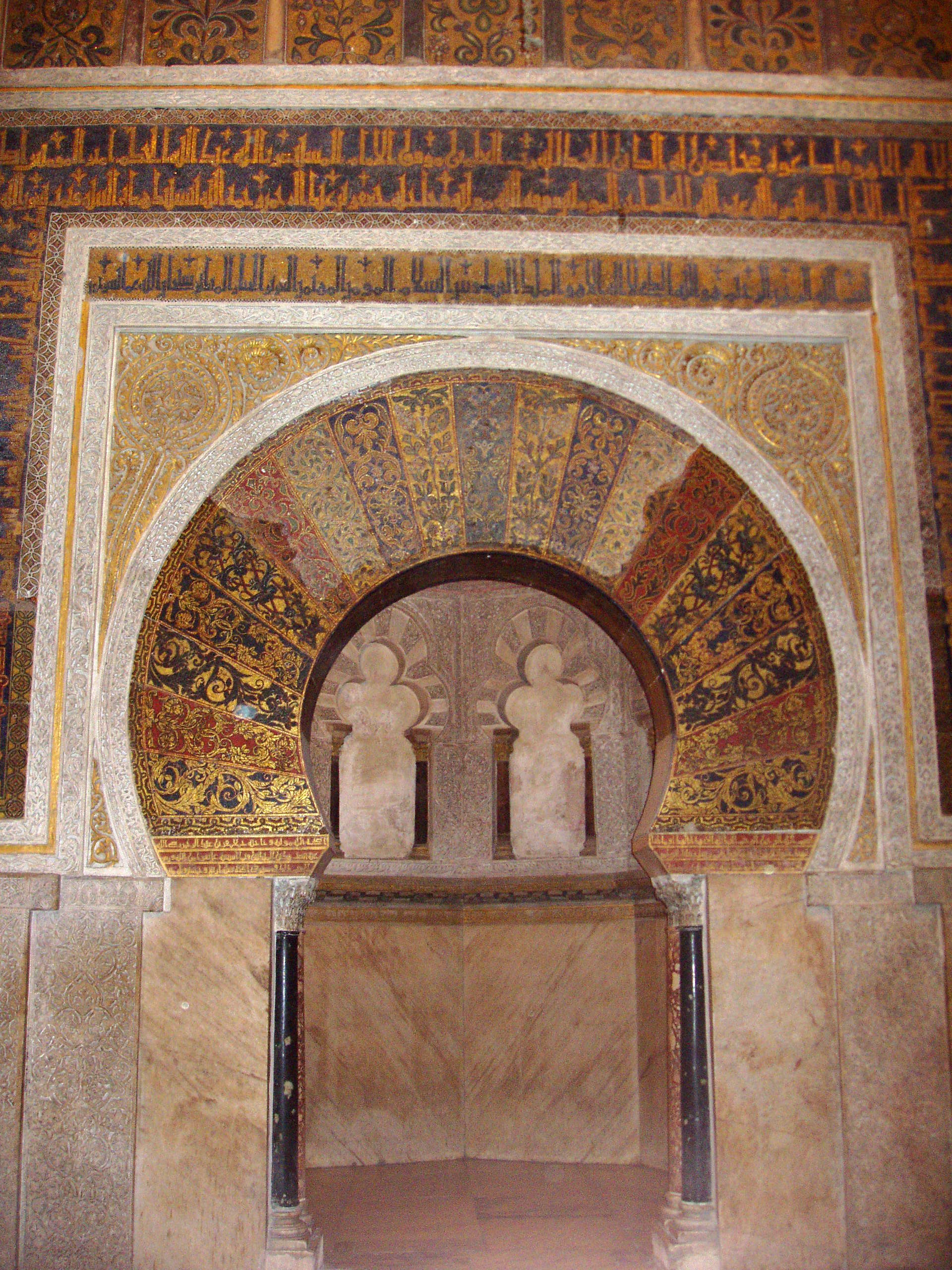
Bönenisch i den stora moskén i Córdoba, Spanien.

Den islamiska konsten förenar på många sätt miljoner människor från vitt skilda kulturer över hela världen. Motiv och stildrag återkommer överallt och korsar gränser, epoker och discipliner. Den rika kultur som skapats i medelhavsområdet och i Främre Orienten av greker, romare, sassanider, kristna och judar gav förutsättningarna för den islamiska konsten. Den islamiska världen blev arvtagare till dessa kulturer när araberna på 600-talet spred den nya läran längs Medelhavets södra och östra kuster och österut in i Asien. Främre Orienten fick då också ökade kontakter med områden i Centralasien och ända bort i Kina genom karavanhandeln utmed Sidenvägen.
Förbudet att avbilda djur och människor, anikonism, syftar till att motverka avgudadyrkan och har funnits hos många grenar av islam. Däremot har arkitektur, dekorationer och kalligrafi blivit vitala uttryck för konsten. Moskéer och minareter har oftast en typisk byggnadsstil. Mycket av mönstret och dekorationerna i traditionell islamisk konst återfinns i orientaliska mattor.
Den islamiska konstens karaktär och formspråk utvecklades genom påverkan av islams världsuppfattning, där bilden av en gud i mänsklig gestalt ersattes av ett abstrakt gudsbegrepp. Detta symboliserades främst av Guds heliga ord nedtecknat med arabisk skrift i Koranen. Den världsliga och andliga tillvaron kunde också återspeglas i abstrakta mönster, ornamentik och geometriska stjärnformer som symboler för en guds skapelse. Det var främst ornamentiken, som i västerlandet fick namnet arabesk, samt kalligrafin som gav den islamiska konsten dess karakteristiska uttryck.

### Islams bilduppfattning
Koranen har inget förbud mot avbildning av människan men förbjuder avbildandet av avgudabilder. I islamiska traditioner är det generellt inte lämpligt att avbilda människor och djur.
Bildförbud förekommer inom de skilda delarna av den islamska världen och tillämpas mycket olika. Det anses att människan är Guds avbild och får därmed inte återges inom konsten, eftersom konsten enbart bristfälligt lyckas återspegla guds skapelse. Vidare menar man att ingen avgudabild får finnas mellan människan och Guds osynliga närvaro.
Illustrationerna, miniatyrerna, i de islamiska handskrifterna är dock ett undantag beträffande bildförbudet och betraktas som en del av själva texten. Miniatyrerna var ofta tvådimensionella och starkt stiliserade för att undvika förväxling med hedniska kultbilder. När profeten Muhammed avbildades täcktes hans ansikte då ofta av en vit duk för att inte bryta mot bildförbudet.

### Islamisk arkitektur

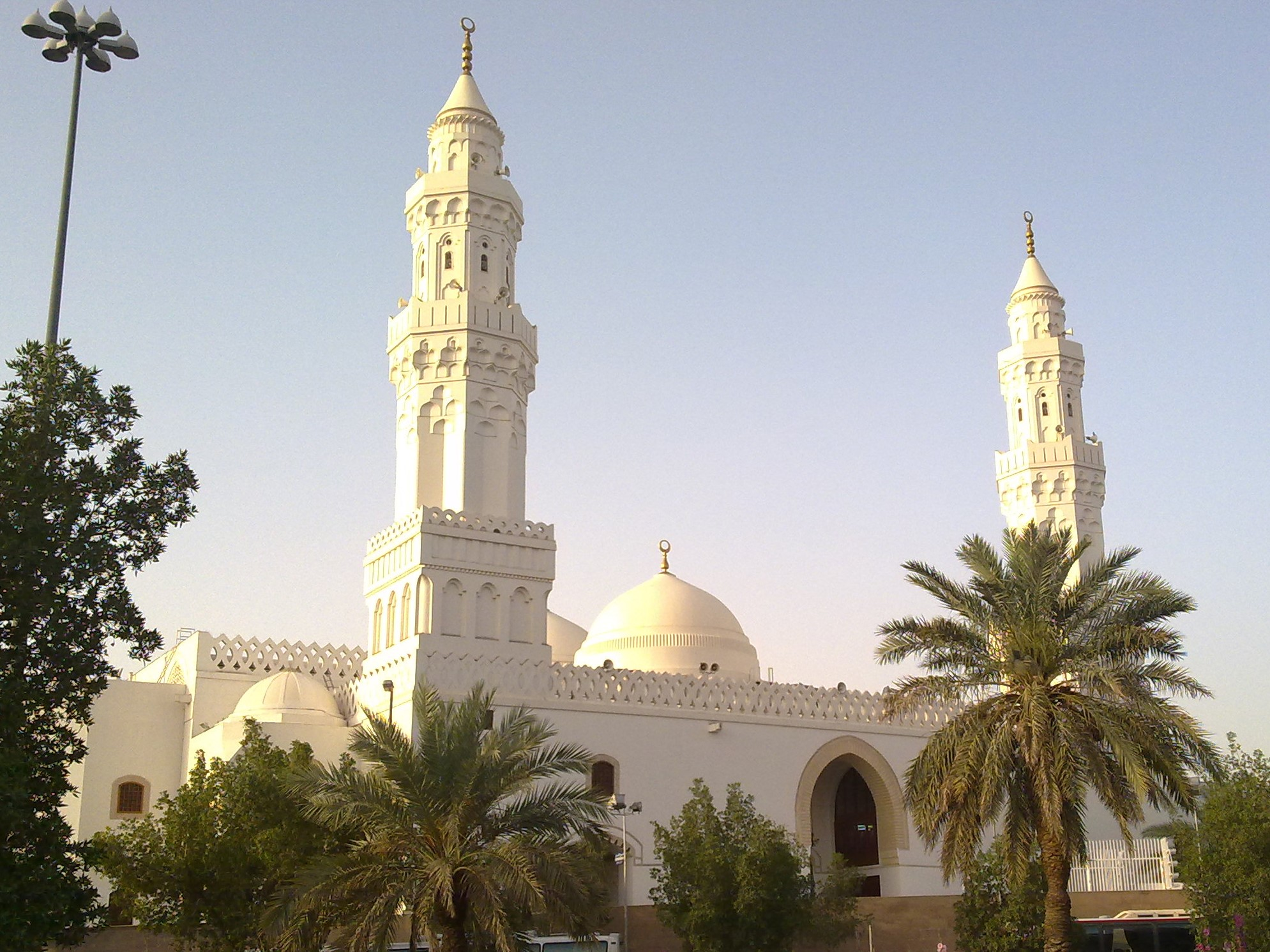
Moskén al-Qiblatain i Medina.

Den islamiska arkitekturen har av tradition, liksom den islamiska konsten i allmänhet, varit orienterad mot det abstrakta och geometriska. Den bygger i huvudsak vidare på persiska och grekiska traditioner.
Den islamiska kulturtraditionen har en kontinuerlig historia på omkring nästan 1400 år och en geografisk spridning från Spanien till Indonesien, från centrala Afrika till södra Ryssland. Den rymmer således ett stort antal socialt, kulturellt, politiskt och även religiöst mycket heterogena traditioner, epoker och kulturer som, på olika sätt och i varierande grad, påverkats av den gemensamma muslimska kulturtraditionen. Denna diversifiering i den islamiska arkitekturen visar sig dock främst geografiskt och kronologiskt. Gemensamt med konsten har arkitekturen, förutom det nonfigurativa, flera grunddrag i form av symmetri, yttäckande geometriska mönster, arabesker, kalligrafiska ornament och klara färger. Arkitektoniska drag som återkommer över hela den islamiska världen är den riktningslösa hypostylen, gården med sina fontäner och omgivande välvda nischer, iwan, den av minareter omgivna kupolen och, inte minst, den rikt dekorerade nischen i moskén, mihrab, som anger böneriktningen mot Mecka (qibla).

### Islamisk vetenskap
Under den klassiska islamiska civilisationens utveckling förekom ingen tydlig motsättning mellan religiös tro och vetenskapligt vetande. Detta har delvis kopplats till profeten Muhammeds uttalanden om vikten av kunskap, såsom: "Sök kunskap från vaggan till graven" och "Sök kunskap även om det är i Kina".  Inom det tidiga islamiska lärdomslivet spelade astronomi en framträdande roll, initialt nära förknippad med astrologi, följt av framsteg inom matematik, astronomi, medicin, etik och filosofi. Muslimska vetenskapsmän kom att vidareutveckla och bevara kunskaper från den antika grekiska vetenskapen, vilken i flera fall återfördes till Europa under senmedeltiden genom översättningar och kulturellt utbyte.
Den period som ofta benämns den islamiska guldåldern (ca 750–1250) kännetecknades av framsteg inom flera vetenskapliga områden.   Vetenskapsmän som al-Khwārizmī utvecklade algebra och införde det hinduarabiska talsystemet.  Ibn al-Haytham lade grunden för optikens experimentella metodik,  medan Avicenna och al-Rāzī skrev inflytelserika medicinska verk som översattes till latin och användes vid europeiska universitet.  
Institutioner som Bayt al-Hikmah i Bagdad spelade en central roll i översättningen av antika texter till arabiska och i den vidare vetenskapliga utvecklingen.  Genom översättningar till latin spreds flera av dessa idéer till Europa och kom att påverka den vetenskapliga utvecklingen under renässansen.  

### Muslimsk filosofi
Den muslimska filosofiska traditionen är idag väldigt stark trots västs dominerande ställning. Under medeltiden verkade de två kanske mest betydande muslimska filosoferna, Avicenna och Averroës (Ibn Rushd). Att samtidigt vara filosof och muslim är kontroversiellt för somliga, vilka hävdar att islam är en "uppenbar" religion. Enligt andra behöver ingen konflikt mellan filosofi och islam uppstå.

#### Inriktningar
Under 600–900-talen lade muslimska filosofer grunden för en vetenskaplig logik med tillhörande funderingar. Under tidig islamisk tid var profeten Muhammed den enda auktoriteten, och tänkandet baserar sig på sunna. Från cirka år 1200 delades den muslimska filosofin i två grenar, kalam och falasafa.
Inom kalam intresserade man sig för ijtihad, en metod att granska islamisk lag med grund i Koranen och sunna. Diskussioner uppstod bland annat om den fria viljan. En viktig riktning inom kalam var mutakallamin, med idéer som ligger mellan det ortodoxt muslimska och icke-muslimska.
Falasafa påverkades av andra kulturer, främst grekisk filosofi, och gjorde en stor insats genom att förmedla asiatisk litteratur till Europa. Dess företrädare kritiserade mutakallamin.

#### Senare muslimsk filosofi
Efter det politiska skiftet (från islam till kristendomen) i Europa, närmare bestämt i Spanien och Portugal, avtog den muslimska filosofiska aktiviteten märkbart. Förbindelsen mellan 'väst' och 'öst' bröts på många punkter – även det tankemässiga utbytet smalnade.
Förmodernistiska idéer levde under den här tiden starkt i Iran och Indien; logiken var ett ofta diskuterat och populärt ämne.
Post-klassisk islamisk filosofi är ofta indelad i två huvudkategorier, shia och sunni. Det finns samtida tänkare och filosofer som inte är ense om denna indelning. Man kan dela in filosoferna i sådana som talade om shia-tron och sådana som inte gjorde det.

## Förhållande till andra religioner
Enligt islamiska doktriner är den islamiskt monoteistiska läran från begynnelsen mänsklighetens ursprungliga religion, utövad av alla profeter som i omgångar har sänts ned av Gud till olika samhällen, ända sedan Adam. Ur denna synvinkel är Abraham och Mose, Jesus samt alla hebreiska profeter också profeter inom islam. Inom islam hävdar man att alla profeters ursprungliga läror (bl.a. absolut monoteism) med tiden har korrumperats av människor, vilket skulle förklara de många likheter som finns i många religioner runtom i världen. Även föreskrifterna och texterna ur Torah och Evangelierna(Injil) motsäger Koranen, de ska med tiden ha förvanskats enligt muslimer. Enligt denna tolkning föds alla barn som muslimer (fitra), men beroende på föräldrarnas livsåskådning och uppfostran bestäms även barnets tro utifrån detta.
Koranen ses av muslimer som en bekräftelse av det som förkunnats av alla föregående profeter för världens alla folk.
"Steg för steg uppenbarar Han för dig denna Skrift och med den sanningen och bekräftelse av det som ännu består [av äldre tiders uppenbarelser]; det är Han som uppenbarade Tora och Evangeliet " (Ur Koranens budskap Sura (kapitel) 3 i Koranen vers 3)

## Islamkritik
Islamkritik förekommer från olika synpunkter. Vissa liberala författare uttrycker kritik mot islamismens och många muslimska ledares konservativa hållning vad gäller multikulturalism, demokrati och mänskliga rättigheter, ojämställd behandling av kvinnor enligt Koranen och shariahlagarna, kvinnlig könsstympning enligt gamla traditioner i muslimska länder, samt försvårande av integration av muslimska invandrare i västerländska länder.